# Château de Clisson
Pour les articles homonymes, voir Clisson (homonymie).
Vous lisez un « bon article » labellisé en 2011.
Le château de Clisson est un ancien château fort, ruiné sous la Révolution puis partiellement restauré, dont les vestiges se dressent sur la commune française de Clisson dans le département de la Loire-Atlantique, en région Pays de la Loire, sur un promontoire granitique dominant la rive gauche de la Sèvre nantaise.
Édifié par les puissants seigneurs de Clisson du XIe jusqu'au XVe siècle, ce château fort devient un point stratégique et défensif des marches de Bretagne, protégeant la frontière du duché de Bretagne. Le château n'est alors qu'une enceinte polygonale agrémentée de tours défensives. Après la chute des seigneurs de Clisson, le château devient la propriété des ducs de Bretagne puis de leurs descendants. Le duc François II de Bretagne transforme le château en véritable forteresse avec l'adjonction d'une seconde enceinte munie de nombreuses tours défensives couvrant la partie ouest, plus exposée.
Déserté par ses châtelains au milieu du XVIIIe siècle, le château est incendié par les troupes républicaines pendant la guerre de Vendée. Longtemps en ruines, il est restauré de 1974 à 1975, de 1986 à 1989 et de 1991 à 1993. Il est classé au titre des monuments historiques depuis le 13 août 1924. Les fortifications et terrains d'assiette font l’objet d’une inscription au titre des monuments historiques depuis le 30 août 2004.

## Localisation
Le château occupe l'extrémité d'un promontoire granitique de la rive gauche de la Sèvre Nantaise, sur la commune de Clisson dans le département de la Loire-Atlantique.

## Historique

### Moyen Âge

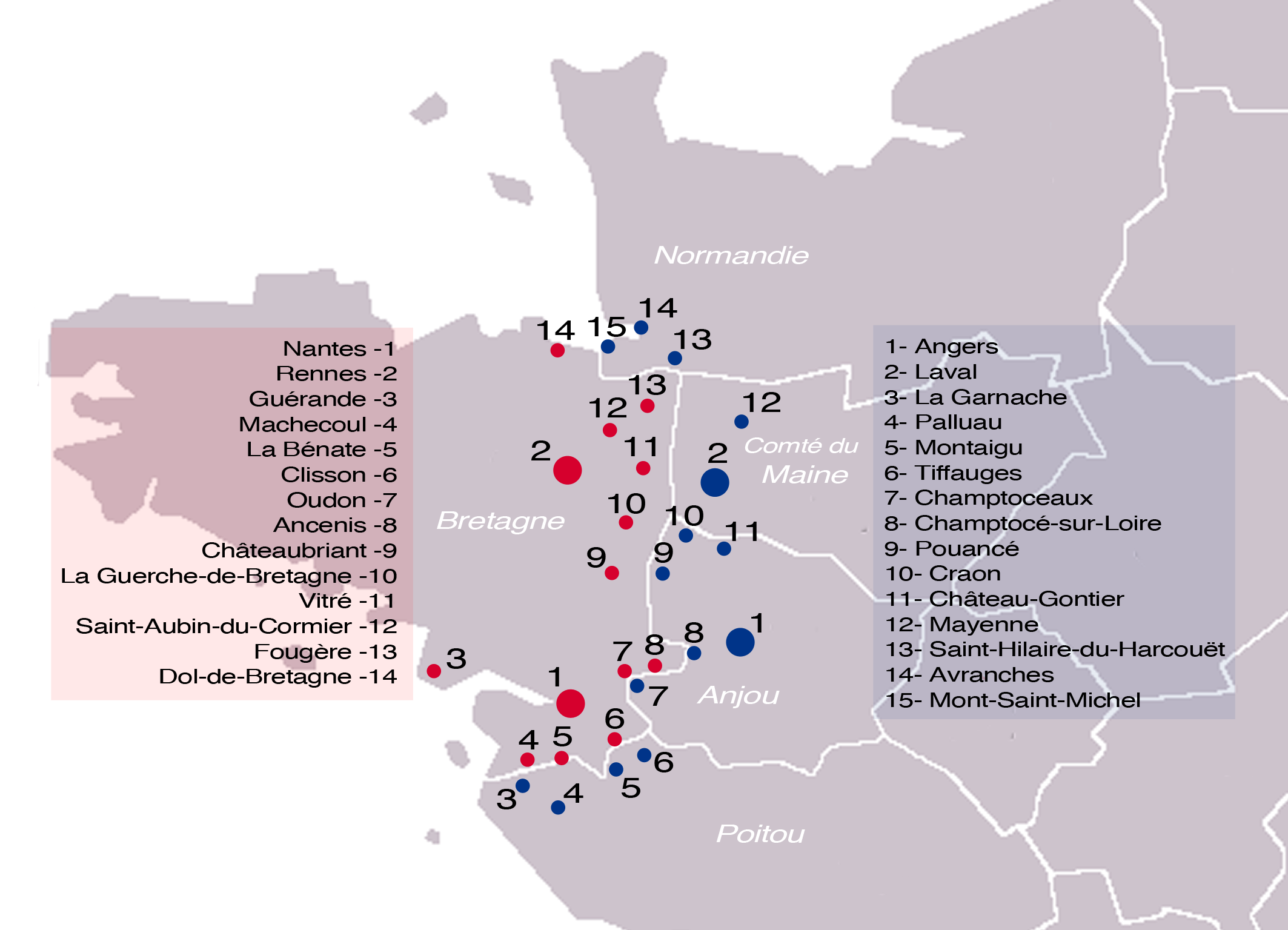
Places fortes des marches de Bretagne.

Au temps de la Bretagne indépendante, le château situé au carrefour des marches de Bretagne, de l'Anjou et du Poitou, est l'une des grandes places fortes frontalières du duché de Bretagne. Le site fait ainsi face aux bastions français de Tiffauges et Montaigu.
Les premiers seigneurs de Clisson occupent le site dès le début du XIe siècle ; ils sont mentionnés avec certitude pour la première fois en 1061. Le château, à son origine entre 1058 et 1060 simple castrum, aurait été constitué de clôtures de bois, ou clis, ce qui serait à l'origine du nom Clisson. Par la suite et jusqu'au début du XIIIe siècle, le site semble avoir été défendu par une « forteresse romane, massif donjon soutenu par des contreforts et entouré d'une enceinte ».
Les parties les plus anciennes du château actuel datent du début XIIIe siècle (avant 1217). Guillaume de Clisson (vers 1175 – avant 1225) souhaite alors optimiser la défense de l'édifice et choisit donc d'en établir les bases sur un éperon rocheux de granite dominant la Sèvre. Cette enceinte primitive se présente à cette époque sous la forme de deux polygones irréguliers flanqués de tours cylindriques et isolés du plateau rocheux par un fossé peu profond. Une barbacane défendant l'entrée du château est ajoutée au nord, au bout d'une courtine.
Le château est sans doute démoli, dans les années 1240, sur ordre du duc Jean le Roux (1237-1286), dans le cadre d'un conflit opposant Olivier II de Clisson, petit-fils de Guillaume, à ses deux demi-frères.
Au XIVe siècle, Olivier III de Clisson incorpore un châtelet servant d'accès à la cour. Ce châtelet est, par la suite, modifié en un gros donjon quadrangulaire. Le château devient le cadre des vies mouvementées d'Olivier IV de Clisson puis d'Olivier V de Clisson. Olivier IV, tout d'abord, présumé coupable d'entente avec les Anglais, est décapité aux Halles de Paris le 2 août 1343, sur ordre du roi de France Philippe VI de Valois. Sa femme, Jeanne de Belleville, se réfugie en Angleterre avec son fils, Olivier V, qui retrouve ses possessions après son alliance avec les Français. Mais ce riche seigneur, devenu connétable en 1380, ne réside que très peu à Clisson, dont le château, dans lequel il est né, est peut-être confié à un châtelain.
Après 1420, Marguerite de Clisson, fille d'Olivier V et comtesse de Penthièvre, accusée de trahison envers le duc de Bretagne Jean V est dépossédée de ses biens : le château devient propriété du duc de Bretagne et apanage de Richard d'Étampes, le 29 septembre 1420. Les Penthièvre s'enfuient, mais cantonnent tout de même une garnison dans la ville. Pour enfin disposer pleinement de son bien, Richard doit assiéger le château et la ville. La reddition de la ville ne tarde pas, peu avant le 5 octobre 1420.

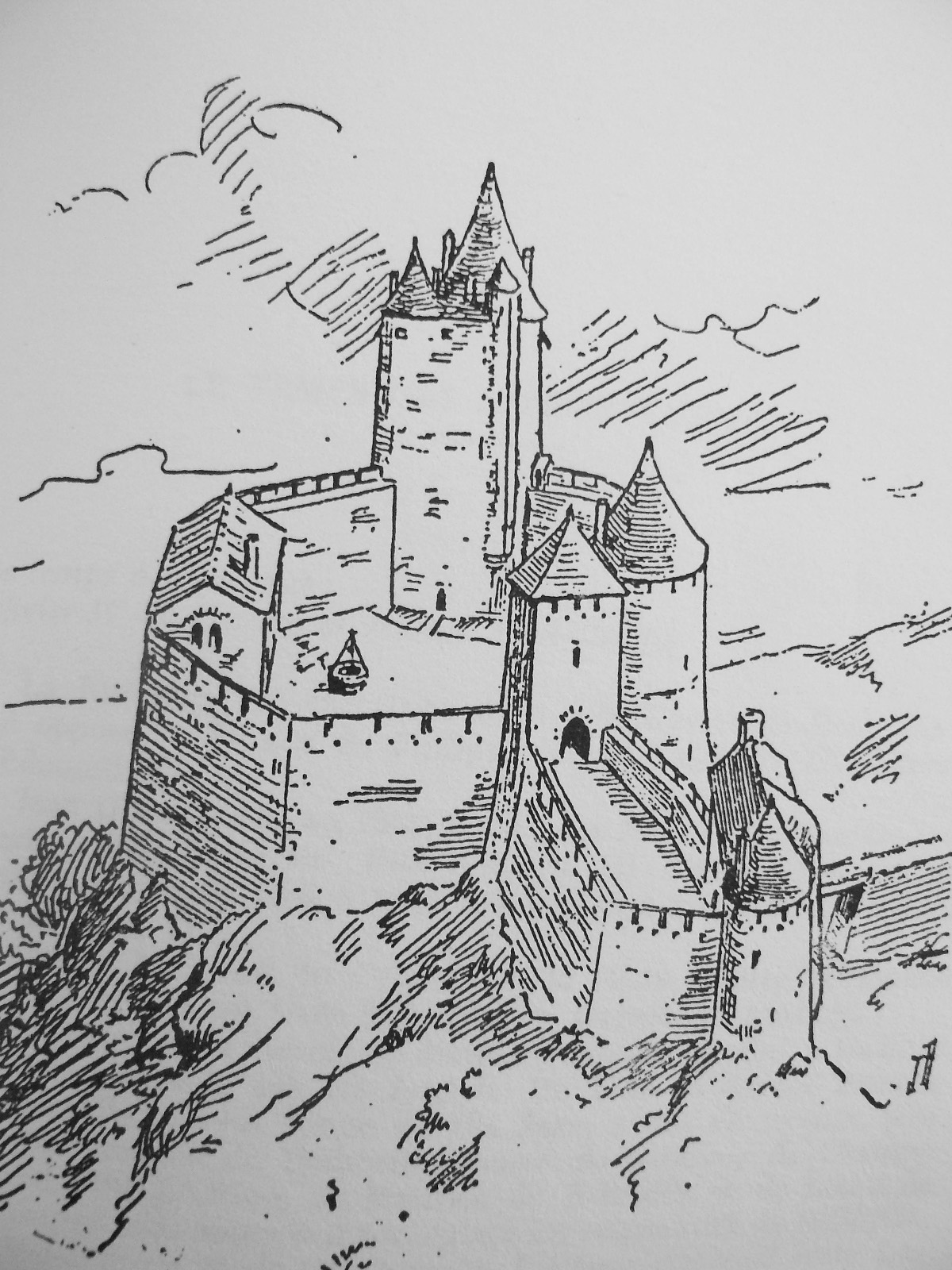
Perspective du château au XIIIe siècle.
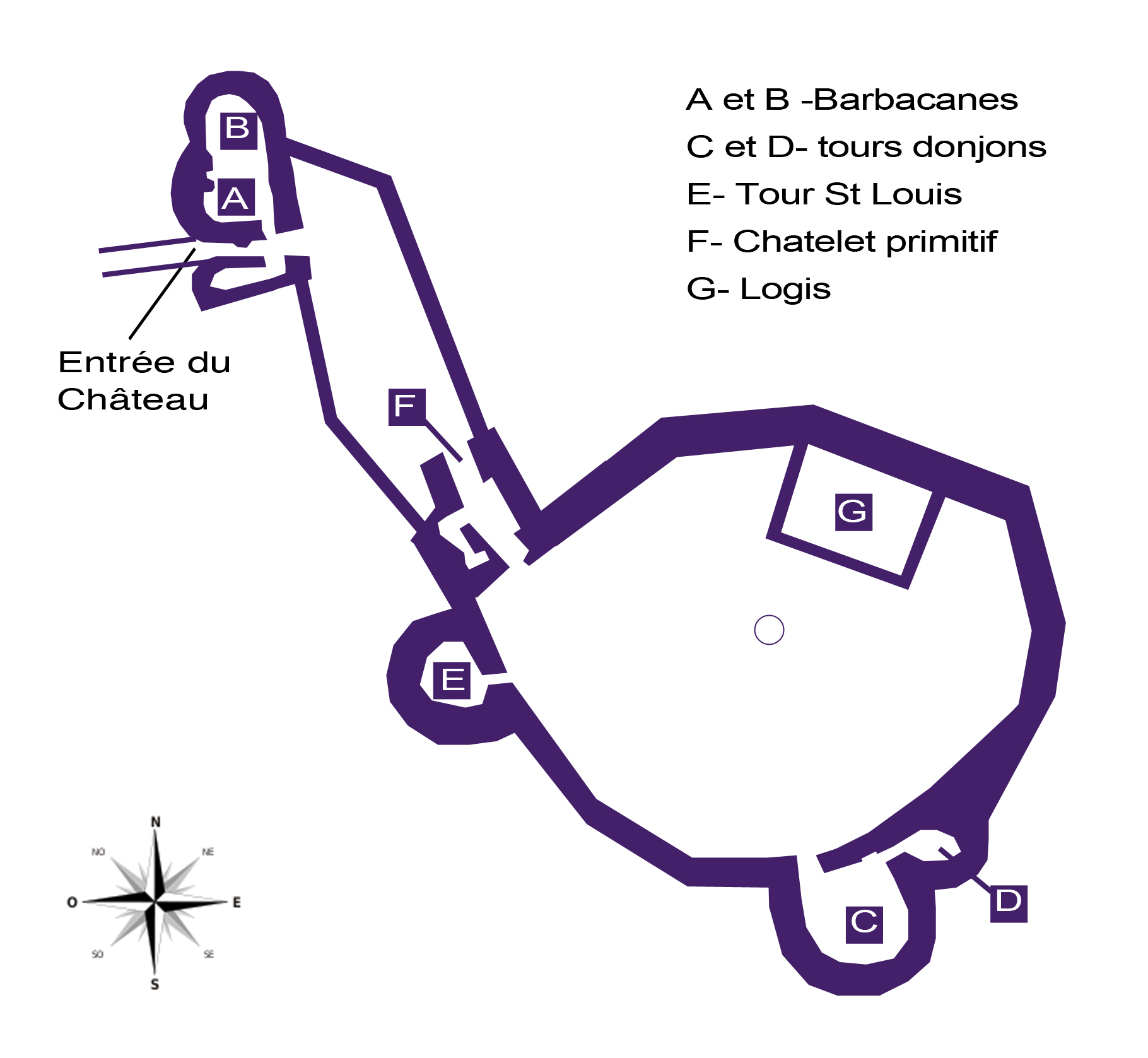
Plan du château au XIIIe siècle.
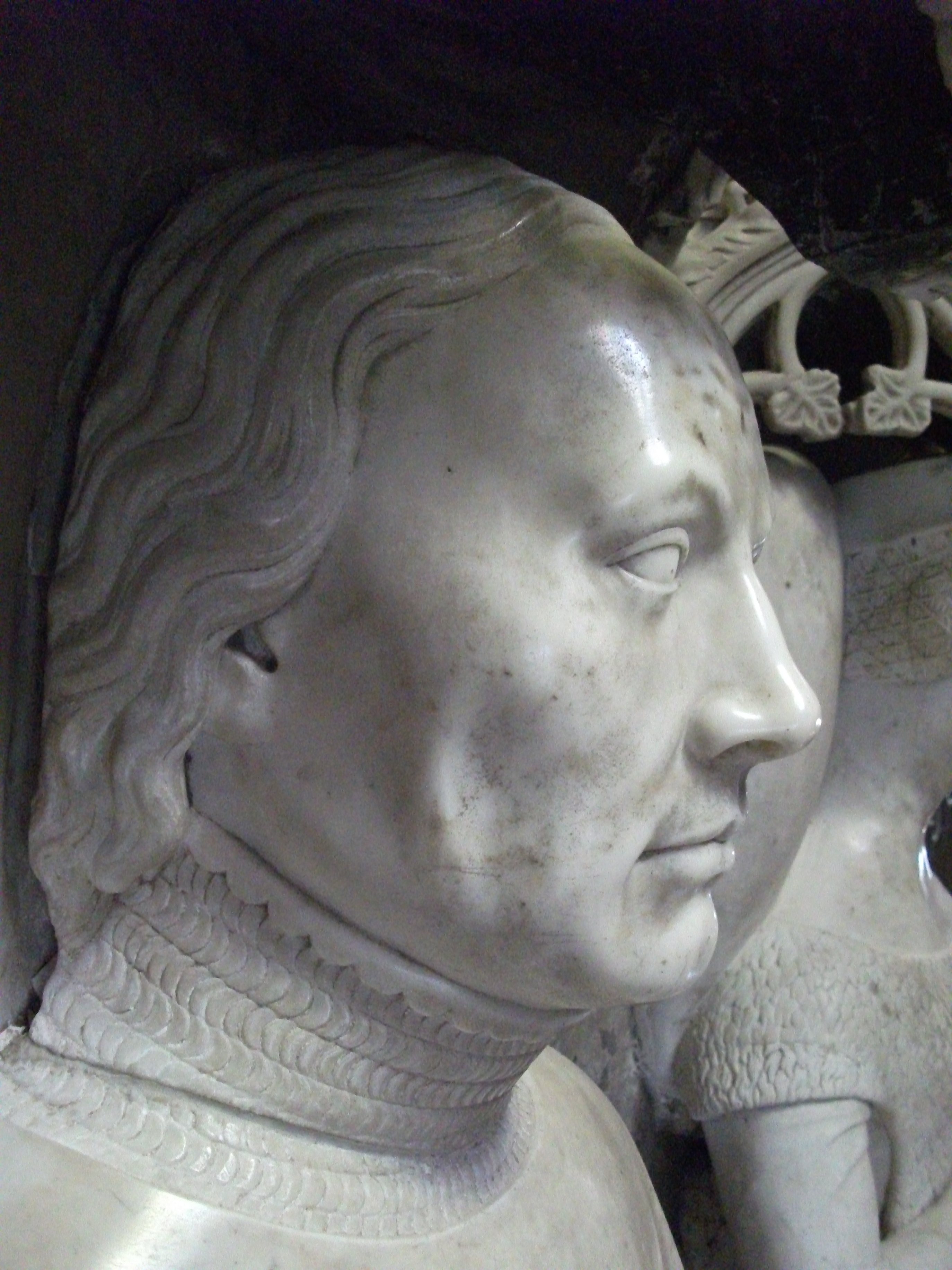
Olivier V de Clisson, seigneur de Clisson au XIVe siècle.

### Époque moderne

#### Extension de la forteresse parFrançoisII
Le château devient ensuite l'une des résidences préférées du duc François II de Bretagne, fils de Richard d'Étampes, qui s'y remarie avec Marguerite de Foix en 1471. Le duc y célèbre de somptueuses fêtes et y organise des chasses. Son principal souci, et celui de ses héritiers, est d'assurer la protection de la partie sud de la forteresse pour protéger l'accès sud de Nantes. Le château est agrandi à l'ouest par un nouvel enclos rectangulaire de près de cent mètres de longueur, armé de tours avec casemates pour l'artillerie. François II nomme Guion le Heuc pour la réalisation des travaux.
Les travaux commencent en 1464, et sont achevés en 1488. L'ancienne entrée est modifiée et la courtine est prolongée et complétée par une barbacane. Deux tours rondes sont construites à l'extrémité ouest de l'extension. Dans la fosse sud, un rempart, dit « fausse braie », est aménagé pour faciliter la sortie des défenseurs. Des bastions à orillons sont bâtis pour compléter la défense de la partie sud ; ainsi, trois lignes de défense échelonnées en profondeur protègent la forteresse.

#### Le château sous les Avaugour
Jusqu'au XVIIe siècle, le château est la résidence de la famille d'Avaugour, issue de François Ier d'Avaugour, fils illégitime de François II de Bretagne. Il est alors modifié et transformé au goût de l'époque. On peut noter l'utilisation de tuffeau pour les bâtiments ajoutés durant cette période.
La deuxième moitié du XVIe siècle est troublée par les guerres de la Ligue. La Bretagne est catholique, tandis que le Poitou est tenu par les protestants, notamment à Montaigu. Le château de Clisson redevient une place-forte clé. Le duc de Mercœur, partisan de la ligue y fait installer des troupes en 1587, et en 1588 Charles d'Avaugour, seigneur de Clisson depuis 1586, se fait prêter de la poudre pour défendre son château, devenu une cible prioritaire des calvinistes. Henri de Navarre, futur Henri IV, à la tête des huguenots de Montaigu, menace d'attaquer Clisson en septembre 1588, mais il renonce, craignant un long siège de la forteresse.
Charles d'Avaugour se range du côté du roi Henri III en 1589, et reste fidèle à la monarchie française lorsque Henri IV monte sur le trône. La forteresse de Clisson devient donc un point d'appui contre le duc de Mercœur. D'Avaugour conduit même des raids aux alentours de Nantes contre les ligueurs, et est fait prisonnier lors d'une de ces excursions. Après la victoire d'Henri IV, des sommes sont prélevées, en 1596, sur les biens des ligueurs nantais pour permettre des travaux sur les fortifications de Clisson, étant donné l'importance stratégique du site.

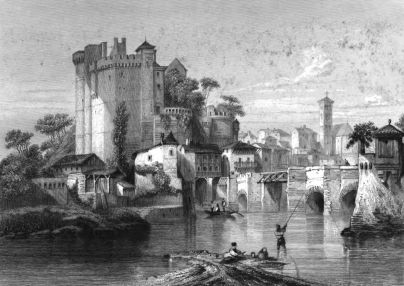
Gravure du château, avant la Révolution.

Le châtelet s'écroule au milieu du XVIIe siècle. Le 2 septembre 1746, Henri François d'Avaugour meurt sans descendance. Les possessions et titres des Avaugour passent à Charles de Rohan qui se désintéresse du château et ordonne la vente du mobilier, effectuée le 18 novembre 1748 et les jours suivants, ce qui entraîne la disparition de nombreux éléments de grande valeur historique, notamment des parchemins. La forteresse est ensuite abandonnée par ses propriétaires, et diverses familles occupent les appartements jusqu'en 1793,.
Durant la guerre de Vendée, l'armée de Mayence y établit son quartier général. À la suite de leur défaite à la bataille de Torfou, Canclaux et ses troupes républicaines font étape dans Clisson. En 1793, ils incendient le château et la ville avant de partir. Le 8 février 1794, pendant les raids meurtriers des colonnes infernales, une trentaine de personnes cachées dans les ruines du château sont égorgées ou jetées vivantes dans un puits, ou fusillées sur l'esplanade sud,.

### Époque contemporaine

#### Revalorisation du lieu par Lemot

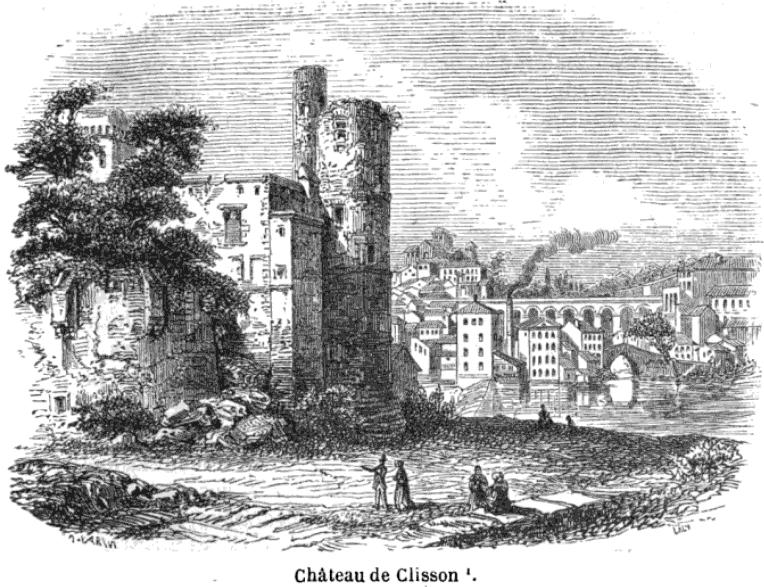
Les ruines du château au XIXe siècle.

Après la Révolution, les habitations de la ville doivent être reconstruites ; ainsi, le château en ruine devient carrière de pierre et les Clissonnais y prennent les matériaux de construction. Le sculpteur François-Frédéric Lemot découvre Clisson au début du XIXe siècle grâce à ses amis Pierre et François Cacault. Attiré par les ruines du château, il entreprend de l'acheter et de le conserver, en 1807 : « Affligé depuis longtemps de la destruction de presque tous nos édifices gothiques, je m’empressai d’acheter celui-ci, dans l’unique intention de conserver avec soin ce monument […]. » Les ruines du château constituent alors pour Lemot une fabrique du parc de la Garenne Lemot qu'il acquiert quelques années plus tard, sur l'autre rive de la Sèvre. En 1812, Lemot publie une Notice historique sur la ville et le château de Clisson dans laquelle il décrit l'histoire du château et son architecture.
Le dessein de Lemot est de créer un domaine à l'italienne, évoquant les paysages aux ruines antiques d'Italie. La restauration du château, qu'il entreprend avec son régisseur Gautret, n'a donc pas de préoccupation archéologique. Il élimine notamment des bâtiments de tuffeau du XVIIe siècle et entreprend la réfection de certaines toitures ; il prévoit aussi l'aménagement des bastions à oreillons, selon des plans de l'architecte Mathurin Crucy, où il souhaite implanter un obélisque,. Une maison pourvue d'une grande galerie ainsi qu'un jardin occupant le bastion des marronniers, celui surplombant la Sèvre, est aussi prévu par l'architecte. Cependant, ces projets d'aménagement seront abandonnés par la suite.

#### Un château source d'inspiration pour les romantiques

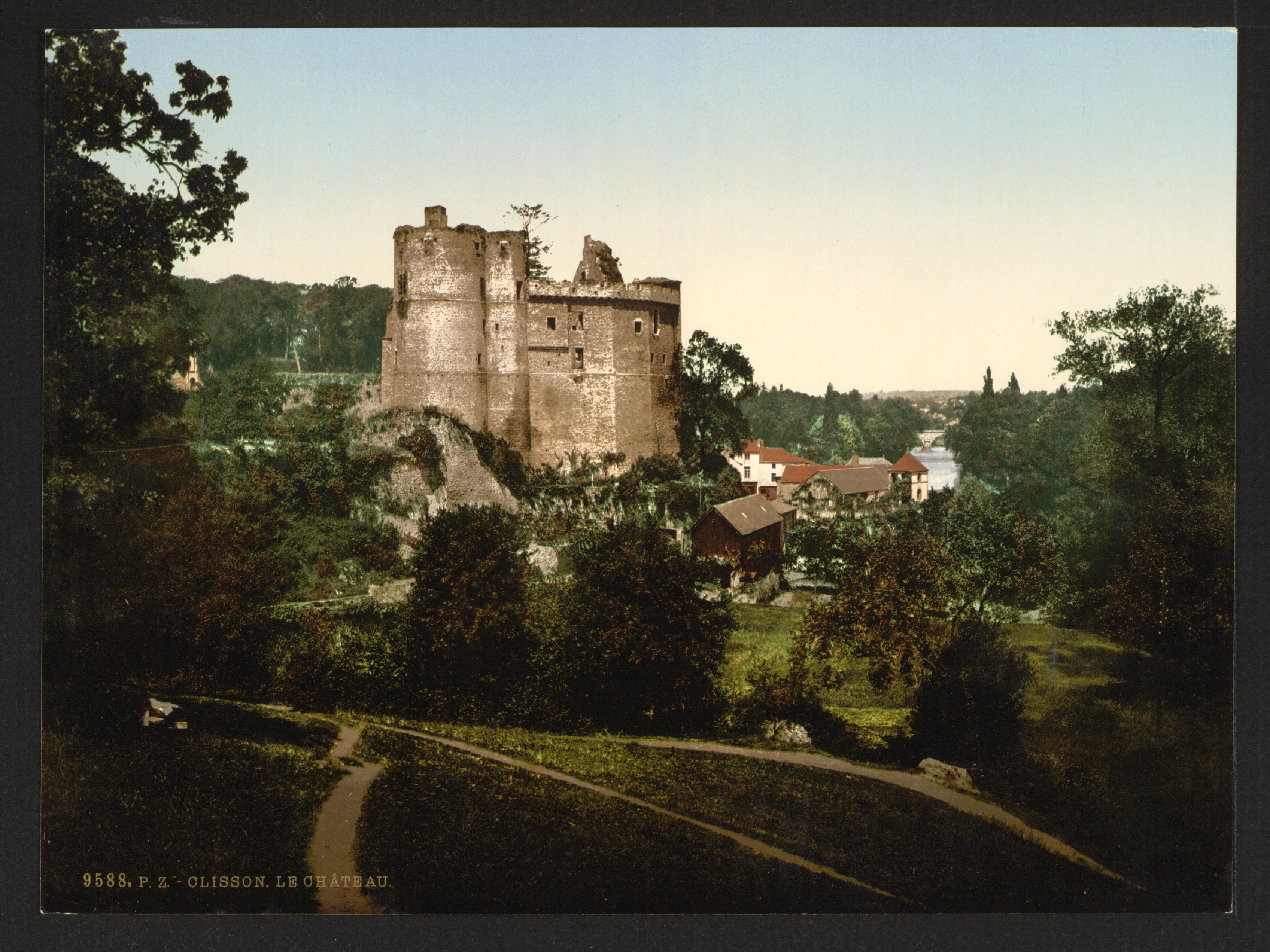
Le château, vers 1890–1900.

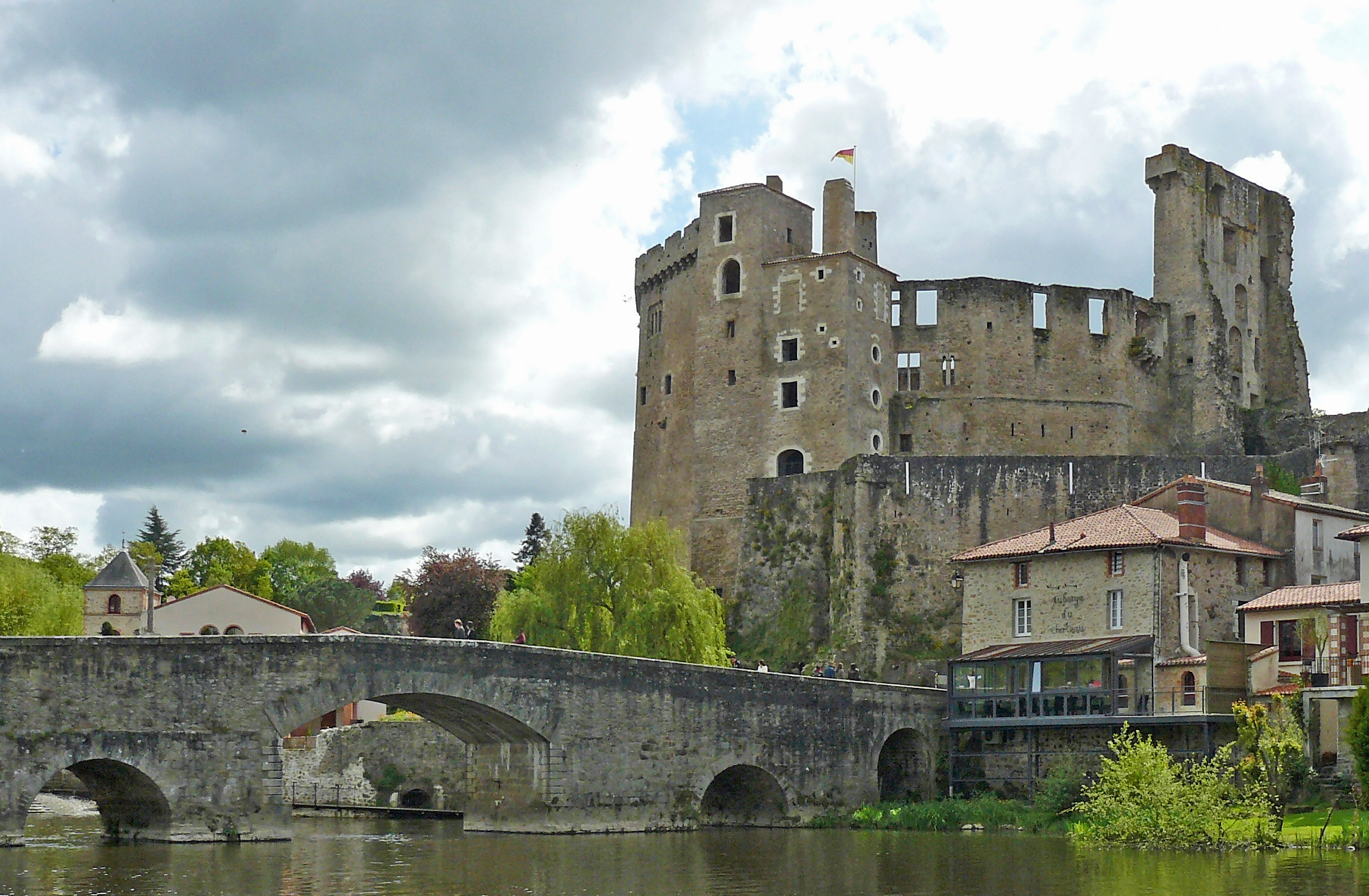
État actuel de la face est du château.

Au cours du XIXe siècle, les ruines de château attirent peintres et sculpteurs romantiques, tels Louis-François Cassas ou Claude Thiénon, et des écrivains : Gustave Flaubert, de passage à Clisson, décrit ces ruines dans un style romantique et le poète Évariste Boulay-Paty décrit le château au temps du connétable dans un sonnet.
Au début du XXe siècle, le château sert de modèle pour le tableau Le Château de Clisson peint par l'artiste néo-impressionniste Jean Metzinger, en 1905, exposé au musée des beaux-arts de Nantes.

#### Classement du château et tourisme
Les ruines du château font l’objet d’un classement au titre des monuments historiques depuis le 13 août 1924.
En 1962, le château est racheté à la famille Lemot par le conseil général de la Loire-Atlantique qui y mène d'importants travaux de restauration avec l'aide du ministère de la Culture. Les logis des deux tours ouest bénéficient d'une restauration par les compagnons du devoir.
Le classement de 1924 est complété par la suite : les remparts (bastions sud-est et sud et leur rempart de liaison), une tour de l'enceinte de la ville, la tour du « cul chaud », les fossés secs nord du château et l’assiette des fossés ouest, le pont maçonné reliant la rue du Château au château et les terrains formant un glacis de protection avancée sous les bastions sud font l’objet d’une inscription au titre des monuments historiques depuis le 30 août 2004.
Aujourd'hui, le château est ouvert toute l'année aux touristes qui y trouvent des textes explicatifs et des vidéos retraçant l'histoire clissonnaise ainsi que l'histoire architecturale de l'édifice. Des manifestations culturelles et des spectacles y sont aussi organisés.

## Les remparts de la cité
Le château est, au XVe siècle intégré dans le système de défense intra-muros de la ville. Au sud, l'enceinte de la ville est constituée des remparts extérieurs du château ; au bord de la rivière, le moulin seigneurial, également fortifié, est séparé du château par l'une des trois portes de la ville, dite porte « Bondonneau ». Après le pont sur la Sèvre, les remparts se poursuivent vers le nord puis, au niveau de la « tour de Cuchaud », remontent les coteaux jusqu'à la porte Saint-Jacques (à l'extrémité nord de la rue des halles). Les remparts continuent vers l'ouest jusqu'à la place du Connétable et descendent vers le sud jusqu'à la tour de la prison du château. Un chemin à travers les bastions mène à la porte « Cabareau », ou « Cahareau ».

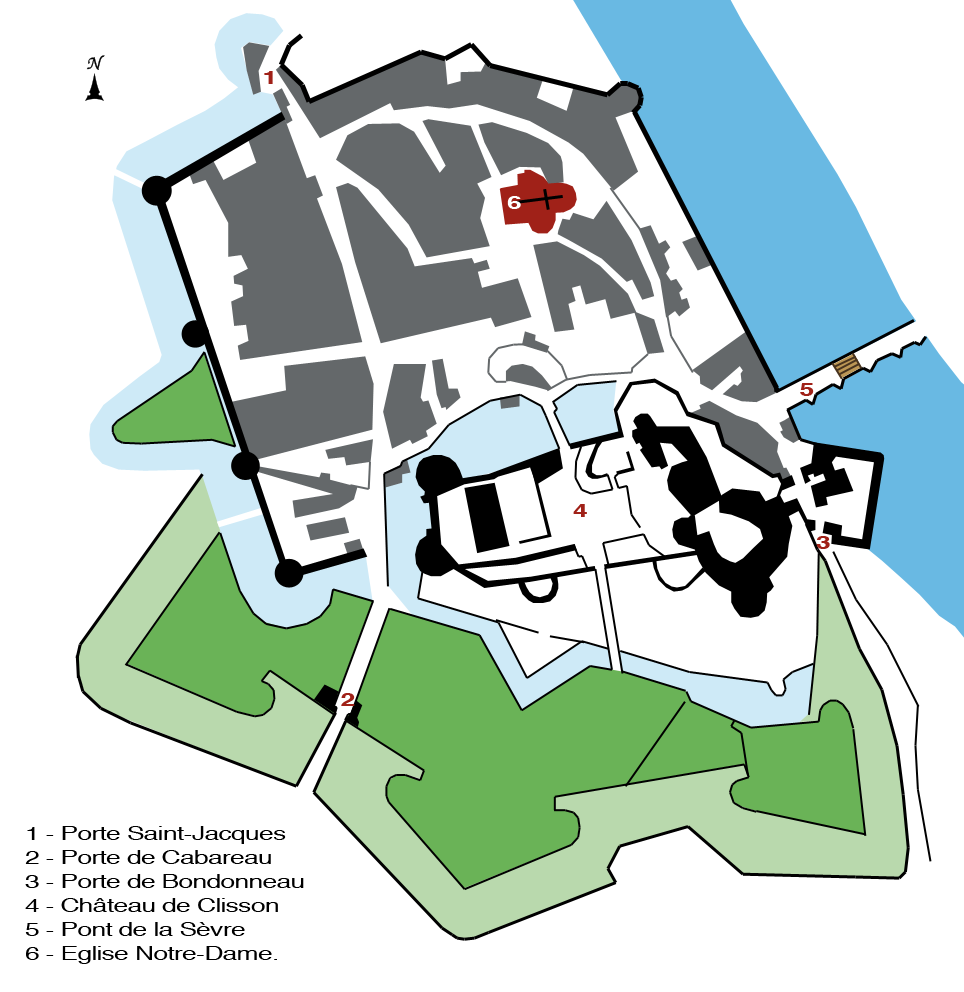
Clisson intra-muros au début XIXe siècle.
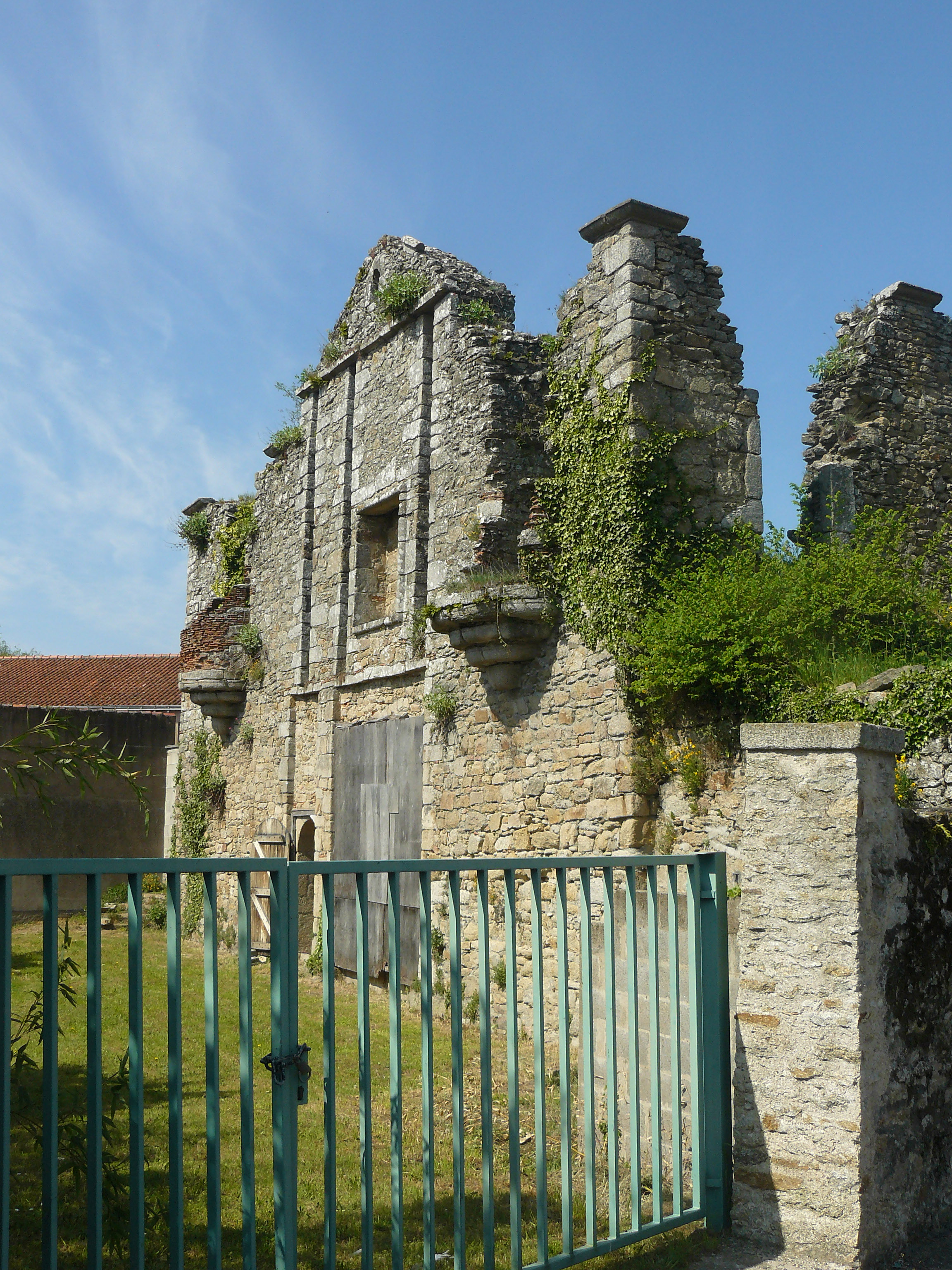
Ancienne porte sud de la ville.

## Description

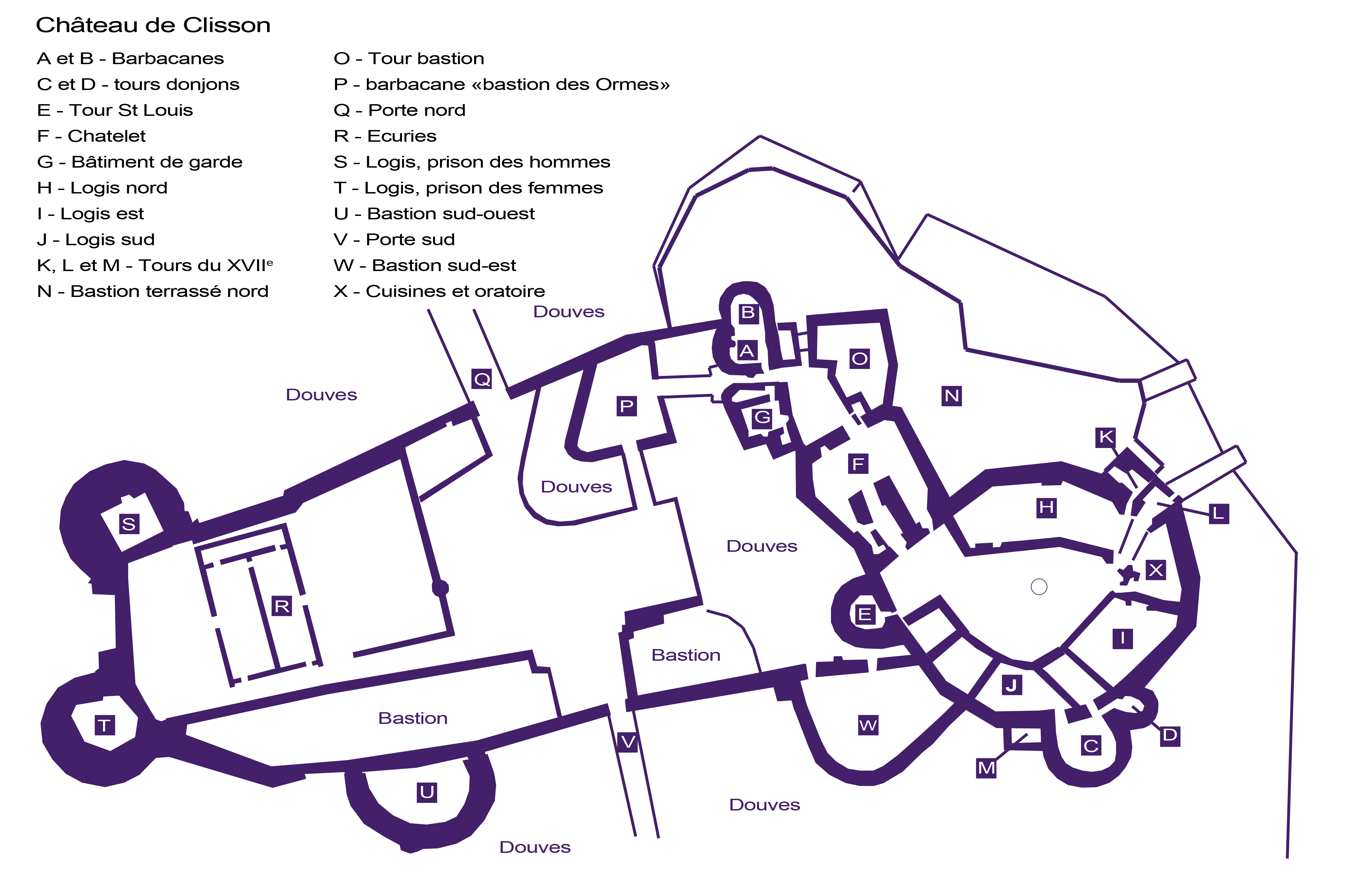
Plan du château vers le XVIIe siècle.

Le château est bâti, à l'à-pic de la rivière, à l'extrémité d'un promontoire rocheux qui s'avance perpendiculairement à la vallée de la Sèvre Nantaise. Il se présente sous la forme d'un château de plan circulaire que dominait un donjon carré et une haute tour cylindrique. Les murs s'appuient pratiquement au niveau de la rivière et la forteresse se prolonge à l'ouest en terrasse élevée vers l'intérieur du plateau avec une basse-cour bastionnée au XVIe siècle de Modèle:Unité-100 de long.

### Enceinte primitive

#### Logis-porte ouest
Le logis-porte, ou « grand châtelet », en grande partie écroulé au XVIIe siècle, est édifié du XIIIe au XIVe siècle sur les ruines d'un portail d'accès antérieur. Seul resté debout, le mur de gorge, au sud-est (côté cour), présente six niveaux, le premier étant formé par les fondations d'une porterie à deux tours à archères antérieures. L'utilisation en fondation d'un portail roman explique la forme irrégulière de la tour ouest. Les murs autres que le mur de gorge ne dépassent pas un étage. Au deuxième étage du mur sud-est subsiste un élément remarquable, la cheminée à manteau conique reposant sur des consoles et des colonnettes de style Louis XIV.

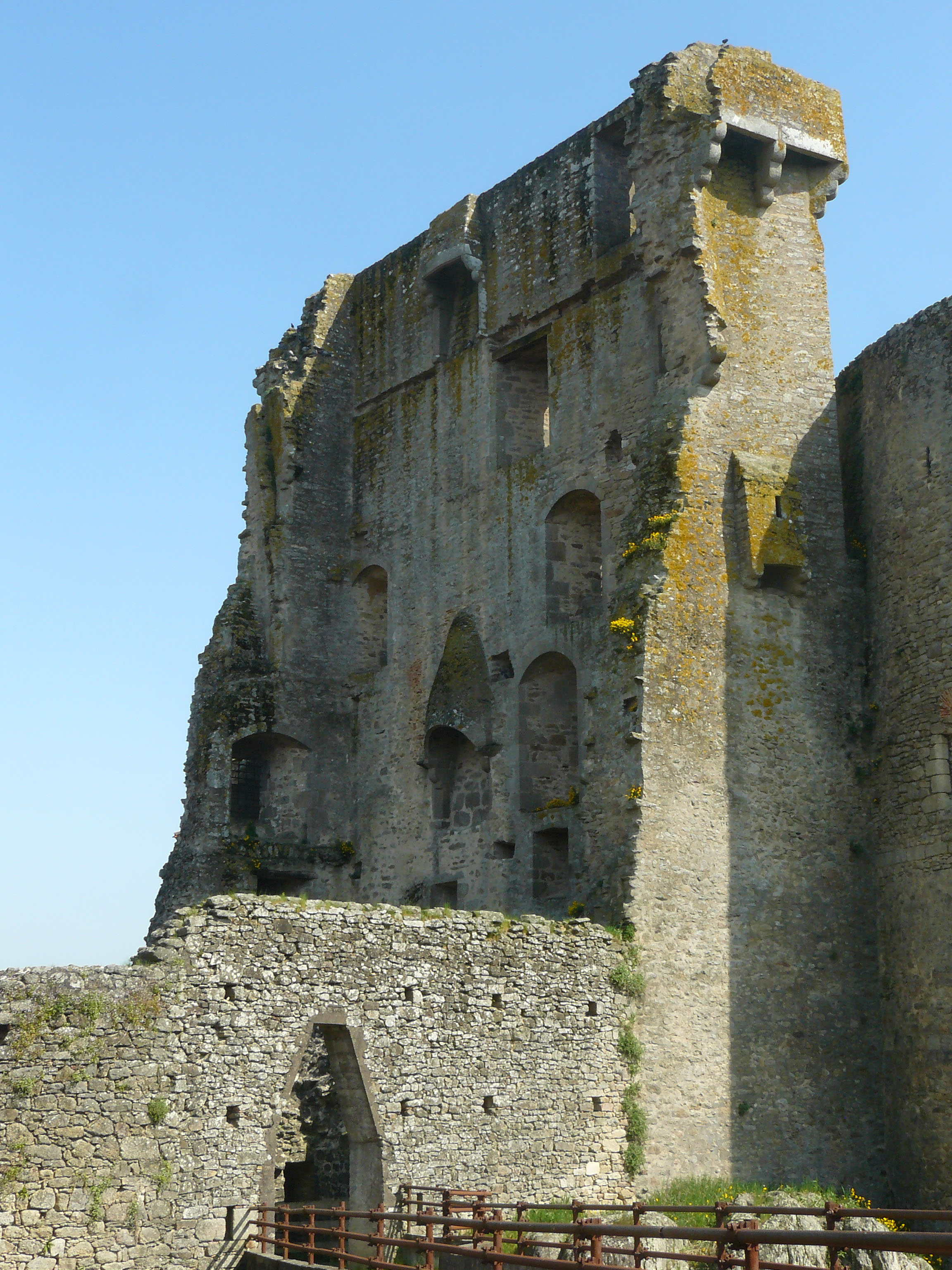
Les ruines du grand châtelet.
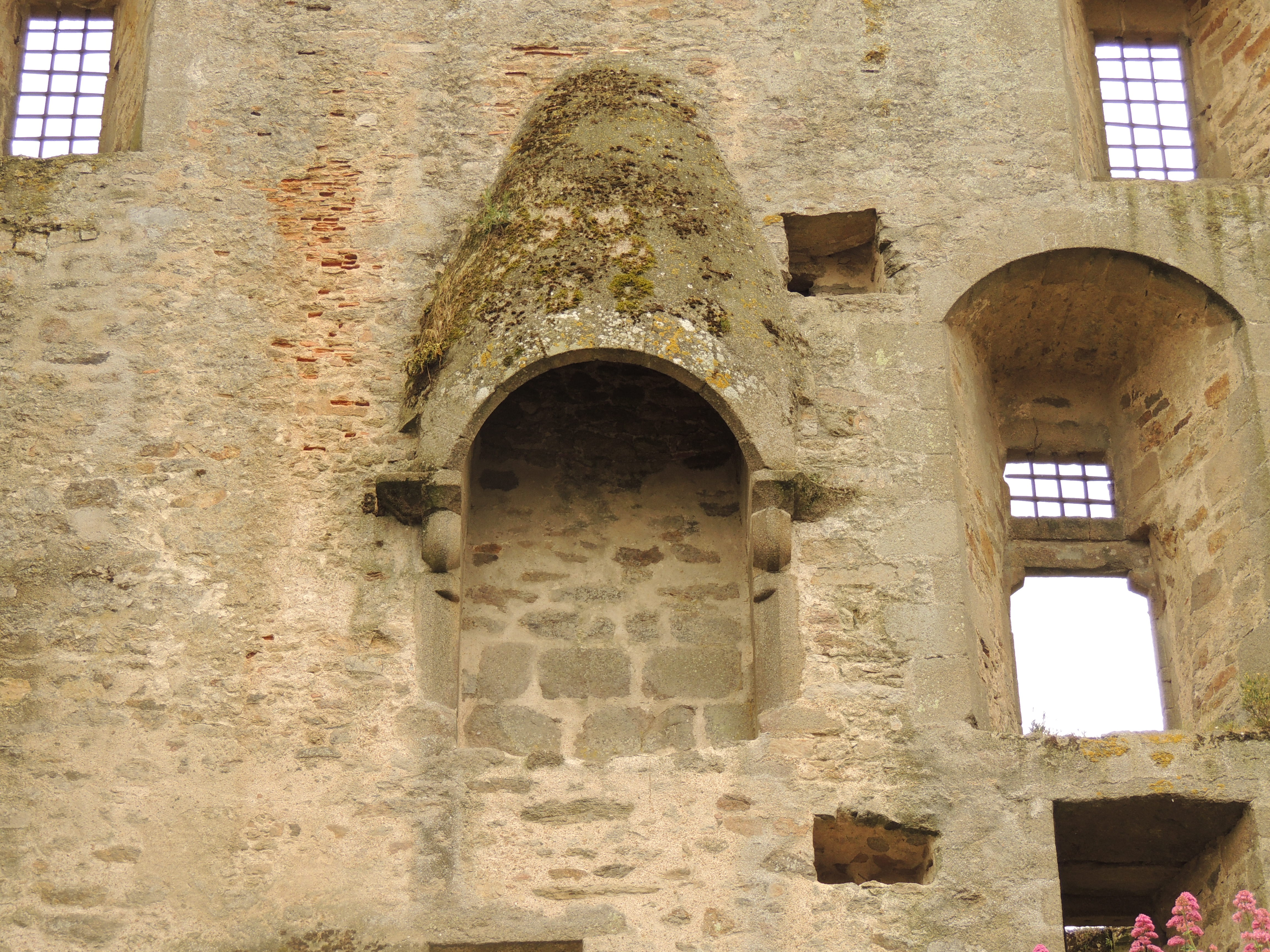
Cheminée à manteau conique.

Avant son effondrement, le bâtiment, qui présentait cinq étages en pierre de granit, était traversé au rez-de-chaussée par un couloir surmonté d'une voûte en berceau brisé. L'ouverture était protégée par deux archères, un assommoir ouvert dans la voûte, une herse et deux vantaux situés à mi-longueur du tunnel et distants de 6 m l'un de l'autre, formant un sas. Le logis avait une hauteur d'environ 24 mètres et se composait d'un rez-de-chaussée et cinq étages. Sa forme n'était pas quadrangulaire, comme a laissé supposer le pan de mur encore en place, mais suivait, au nord, les courbes des deux tours qui lui ont servi de base.

#### Logis seigneurial

##### Salle d'honneur et appartements
Le logis seigneurial est composé de la salle d'honneur, des appartements et des cuisines. Seuls quelques pans de mur subsistent encore. Le rez-de-chaussée du logis est, semble-t-il, la salle d'honneur du château. Les étages supérieurs sont, quant à eux, destinés aux appartements seigneuriaux. Une grande fenêtre orne chacun des étages. Le pignon nord-est, préservé sur toute sa hauteur, est orné d'une cheminée partiellement sauvegardée. Son manteau repose sur des colonnettes du XIVe siècle.
Du fait de l'épaisseur importante du mur d'enceinte, on a pu y aménager des pièces annexes. Au rez-de-chaussée, on trouve un cabinet d'aisances accessible par une petite ouverture. Une chambre, au premier étage, est également aménagée dans l'épaisseur du mur. Un oriel de moins d'un mètre de profondeur y est ajouté pour agrandir la surface de la celle-ci.

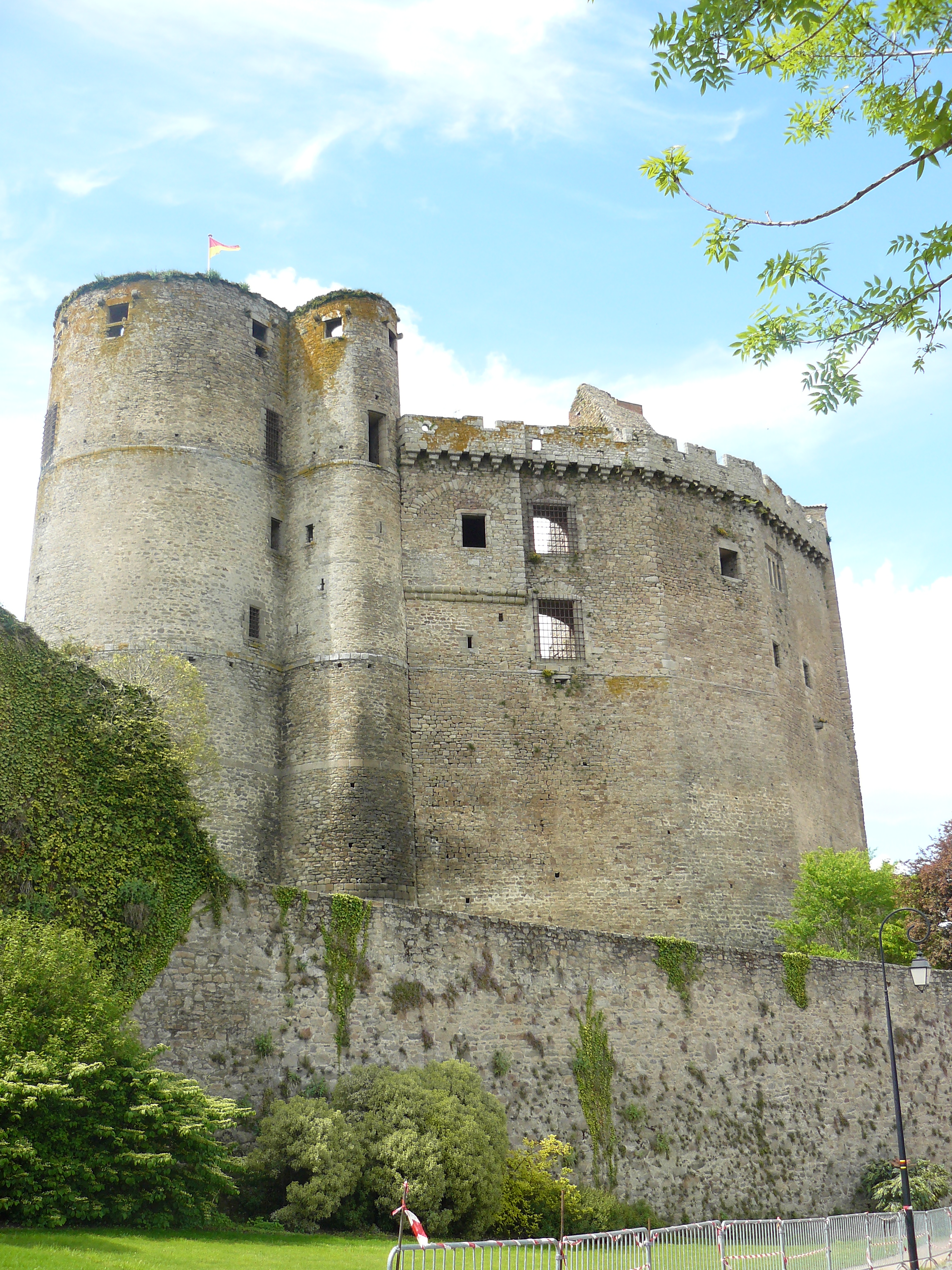
Le logis seigneurial et les tours donjon.
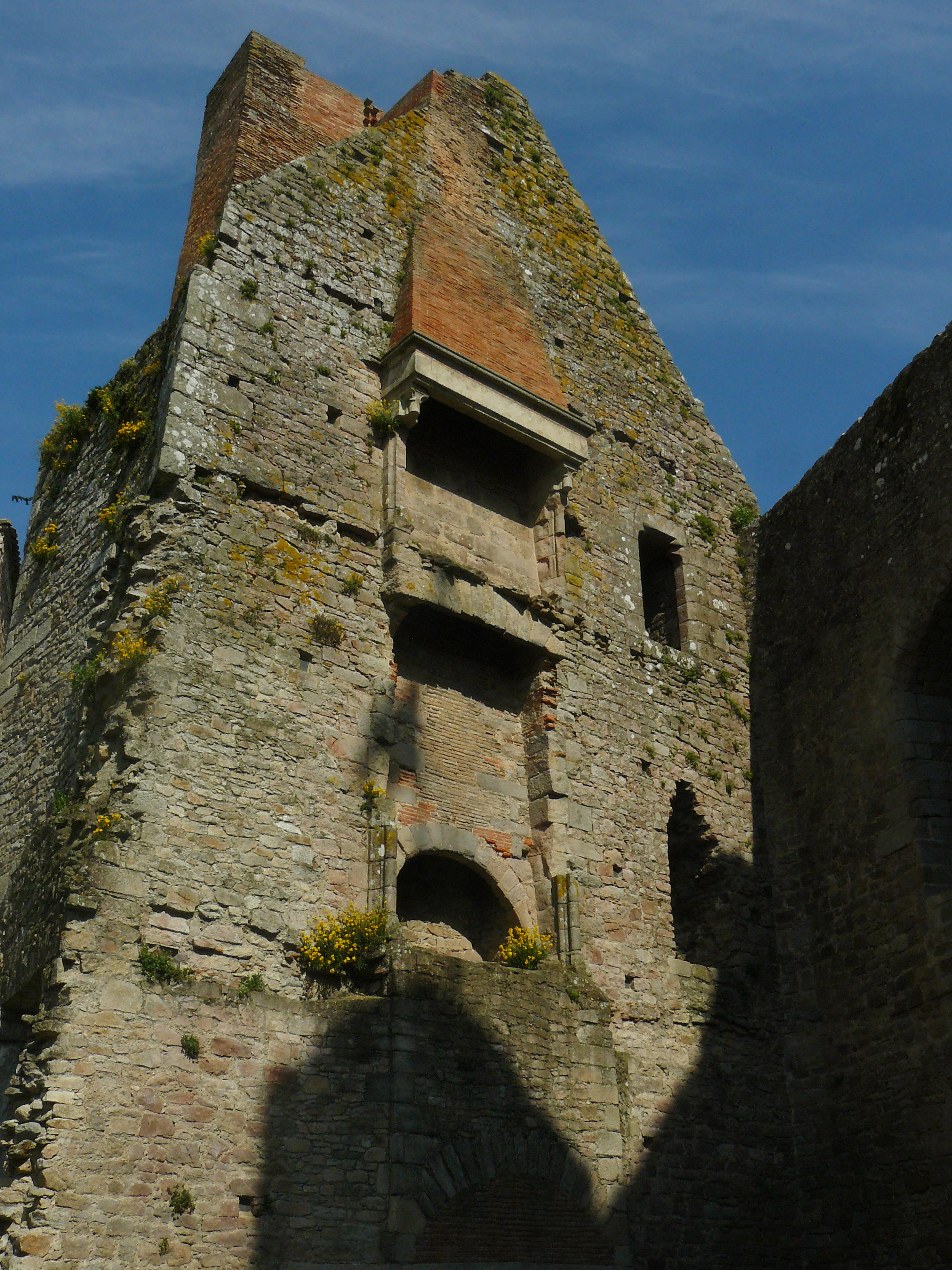
Pignon du logis seigneurial.
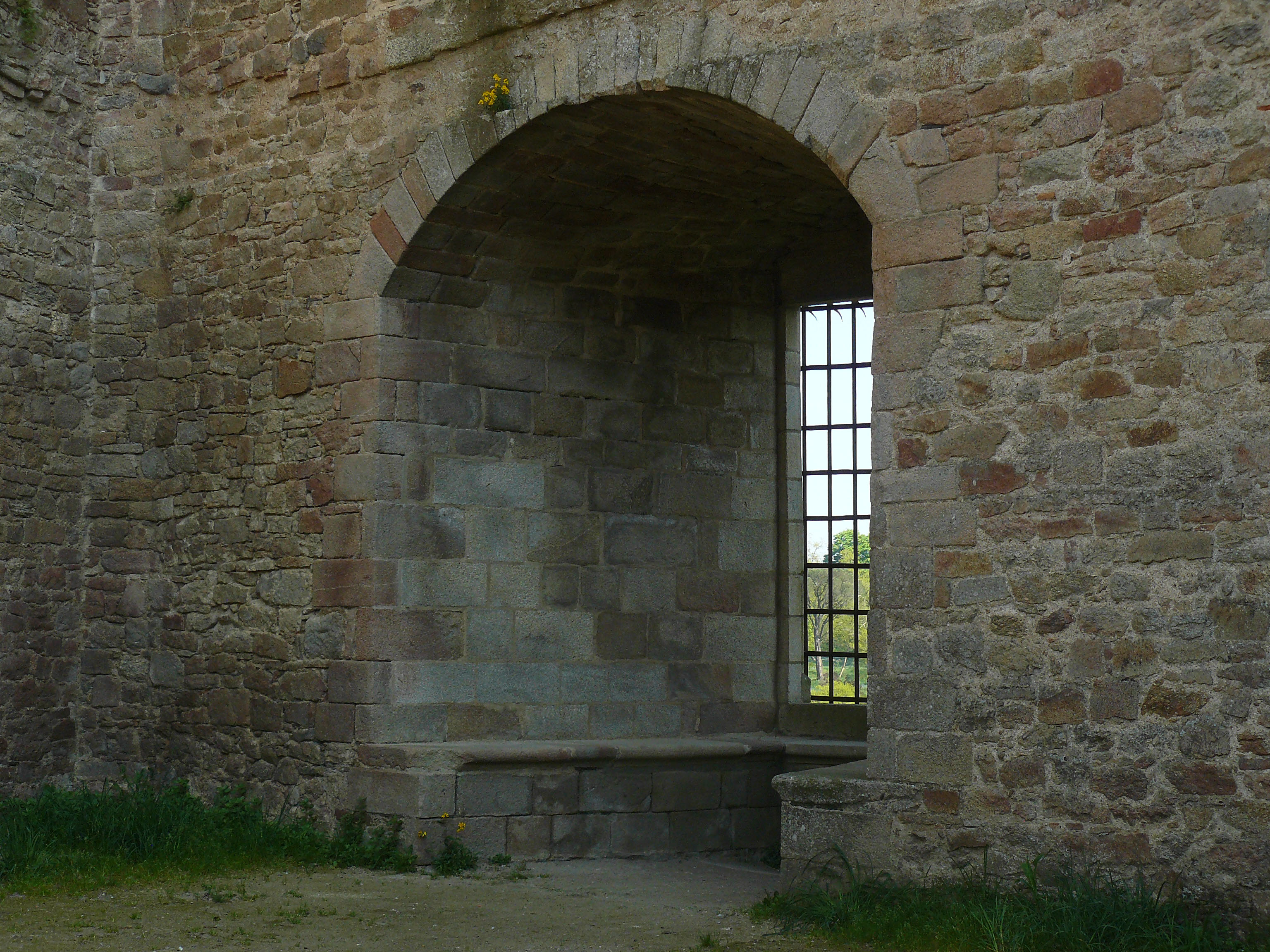
Grande fenêtre du logis seigneurial.

##### Cuisines
Les cuisines sont séparées des appartements par le pignon nord-est. Une cheminée monumentale est adossée à celui-ci. Son manteau est divisé en deux parties supportées par des arcs reposant sur des jambages octogonaux. Cette cheminée peut contenir des animaux entiers tels des bœufs. Cette partie du château a bénéficié de restaurations en 1941 et à la fin du XXe siècle.

##### Oratoire

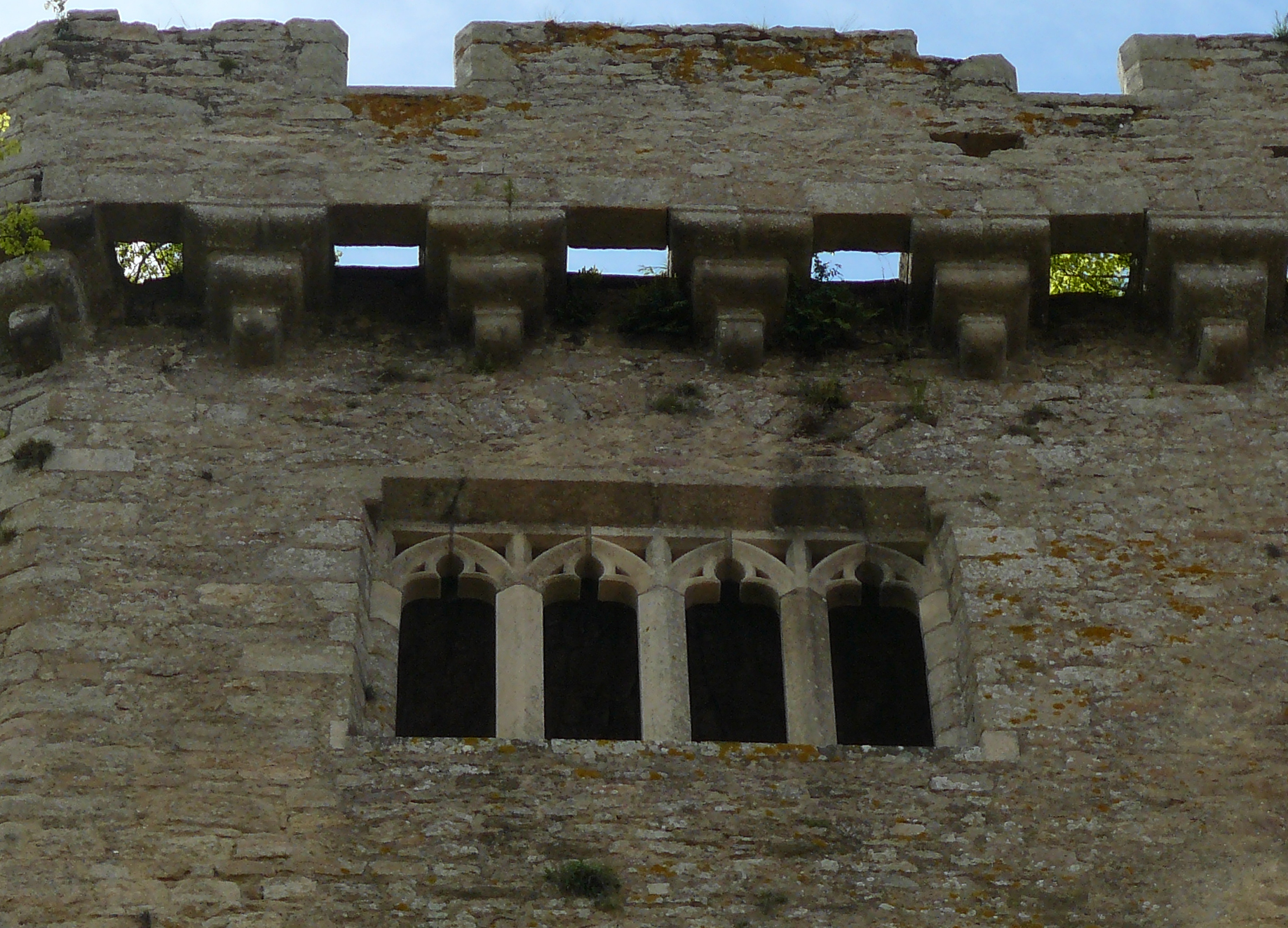
Fenêtre de l'oratoire.

L'oratoire, situé au-dessus des cuisines, est la chapelle privée du château, nommée la « chapelle Sainte-Barbe », et remplace, depuis l'époque de François II, une chapelle primitive initialement située dans le logis nord. La pièce était éclairée par une unique fenêtre cintrée, en tuffeau, refaite au XVIIe siècle, encore visible sur la face ouest de l'enceinte. On peut apercevoir ses deux bénitiers de granit. Un long couloir, entre le mur d'enceinte et la cheminée, mène aux appartements seigneuriaux.

#### Logis sud

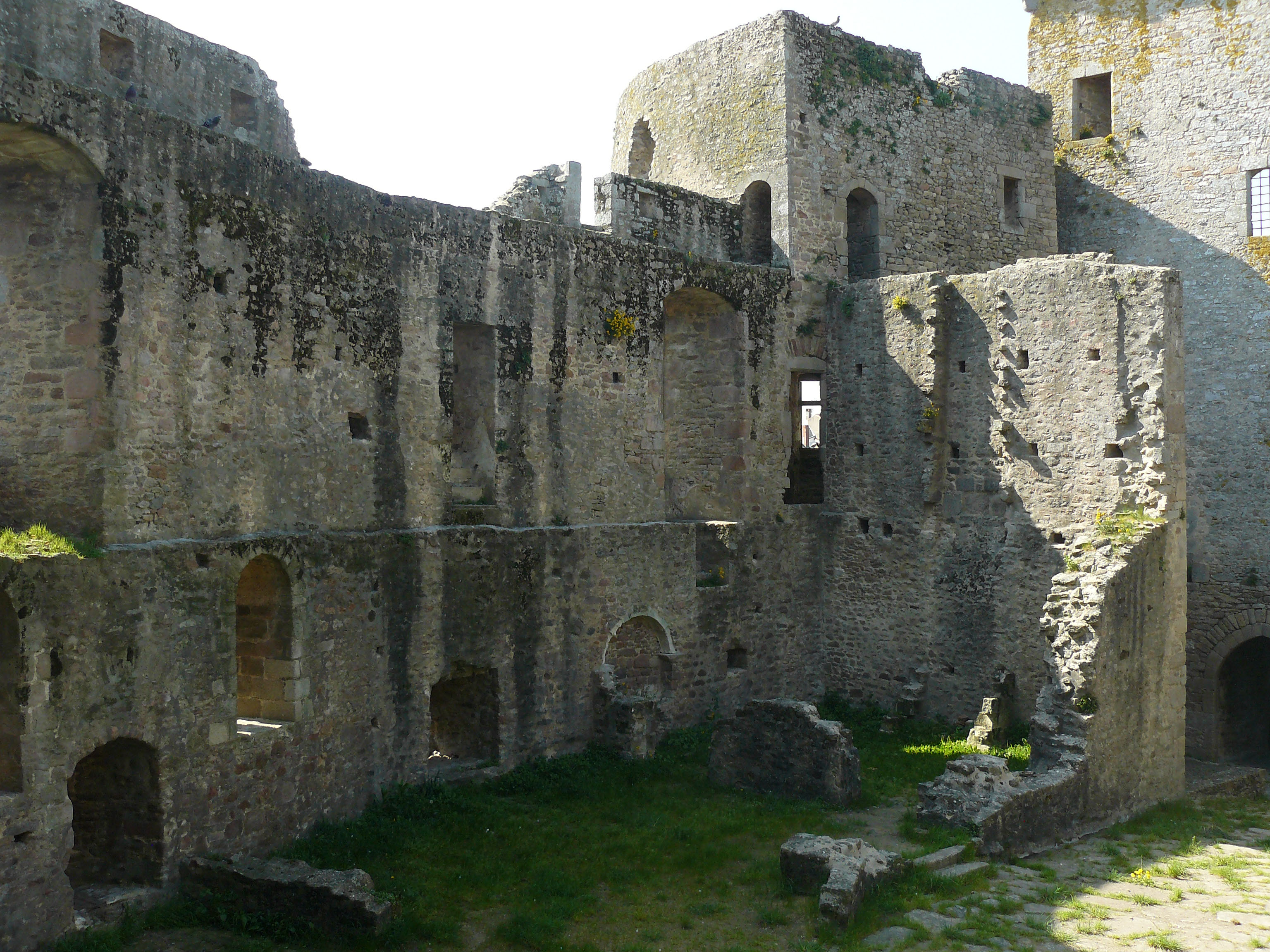
Ruines du logis sud.

Le logis sud, dont il ne reste que quelques ruines, se trouve dans la cour intérieure de l'enceinte primitive. Le bâtiment est adjacent à la tour Saint Louis et, suivant le contour de la muraille, les pans du logis forment une façade polygonale qui s'arrête aux tours jumelles.

#### Logis nord
Le logis nord s'étend sur trois pans de l'enceinte polygonale et jouxte le châtelet. Il se compose, à l'origine, d'un sous-sol, d'un rez-de-chaussée, et de deux étages. Au niveau du sous-sol, on trouve des percements d'archères dans la paroi extérieure. Plusieurs fenêtres de forme rectangulaire sont percées dans les niveaux supérieurs. On peut aussi noter les restes d'une échauguette sur la face la plus au nord.

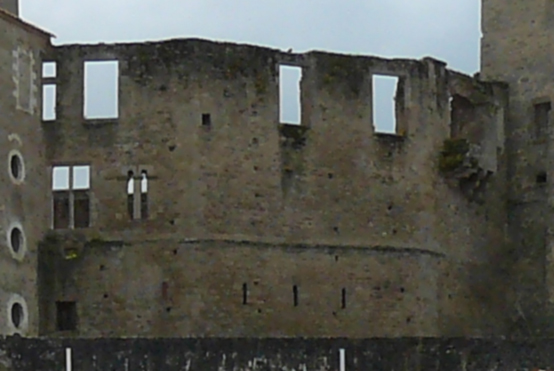
Le logis nord.
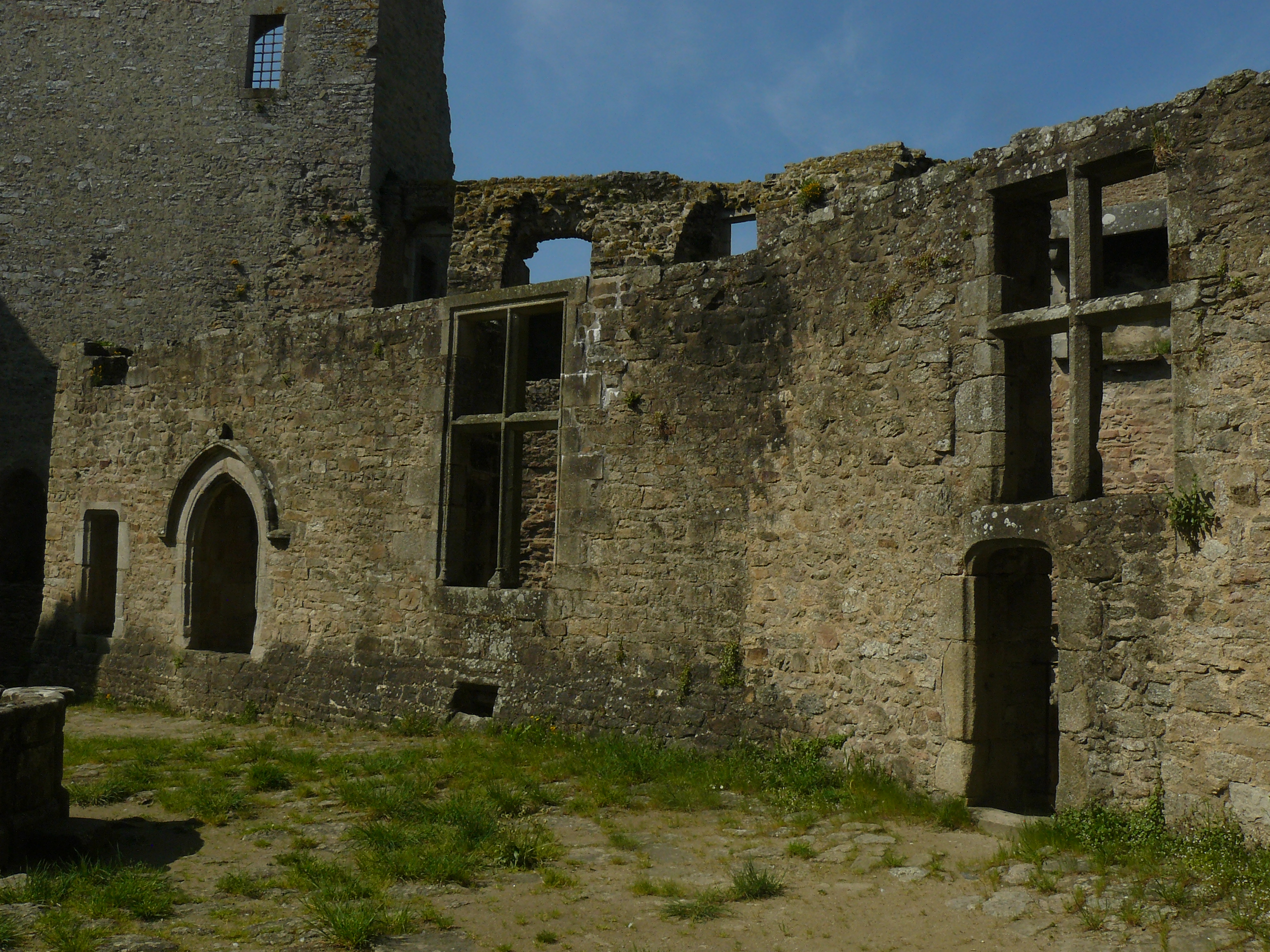
Le logis nord, vu de l'intérieur de la cour.

#### Tours donjon
Ce qui est considéré comme le donjon se situe au sud de l'enceinte primitive. Il est constitué de deux tours : une tour principale, de 35 mètres, et une tour réduite, accolées à l'enceinte. Leurs bases ont une assiette en talus. La tour principale est à l'origine constituée de cinq étages et a une vocation résidentielle. La tour voisine a probablement servi de lieu de stockage, en partie basse, et de pièces d'aisance et d'étude dans sa partie haute. Les tours étaient coiffées de toits coniques. Avec l'incendie du château par l'armée de Mayence, elles perdent planchers et toitures.

#### Tour Saint-Louis
La tour Saint-Louis est une construction datant du XIIIe siècle ; elle tire son nom du roi de France, Louis IX, dit « Saint Louis », qui séjourne au château en 1230. Jouxtant le châtelet, la tour se compose de trois ceintures de pierre donnant de fortes propriétés défensives. À l'origine, les murs sont percés d'archères, plus tard doublées de canonnières.

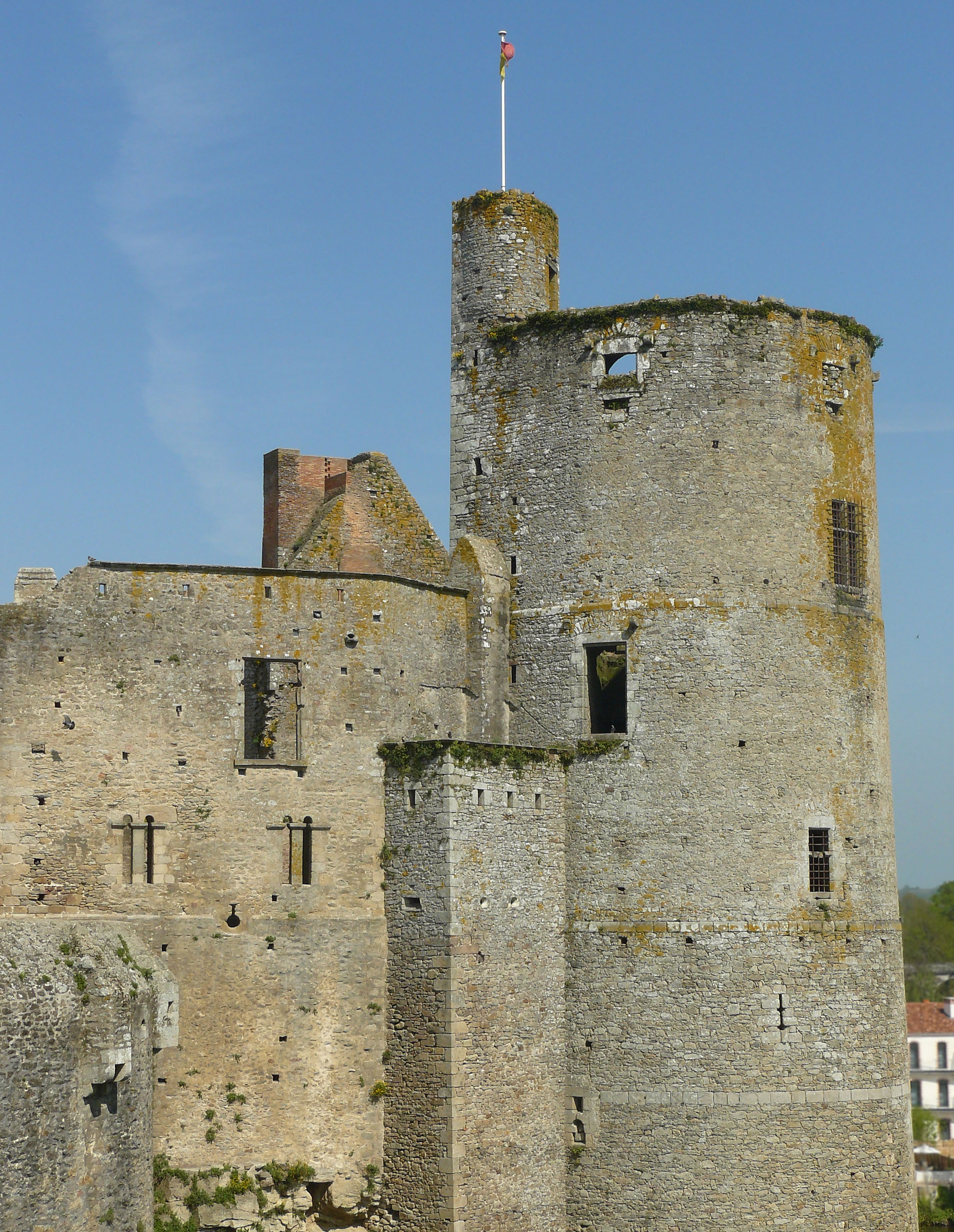
Tour donjon.
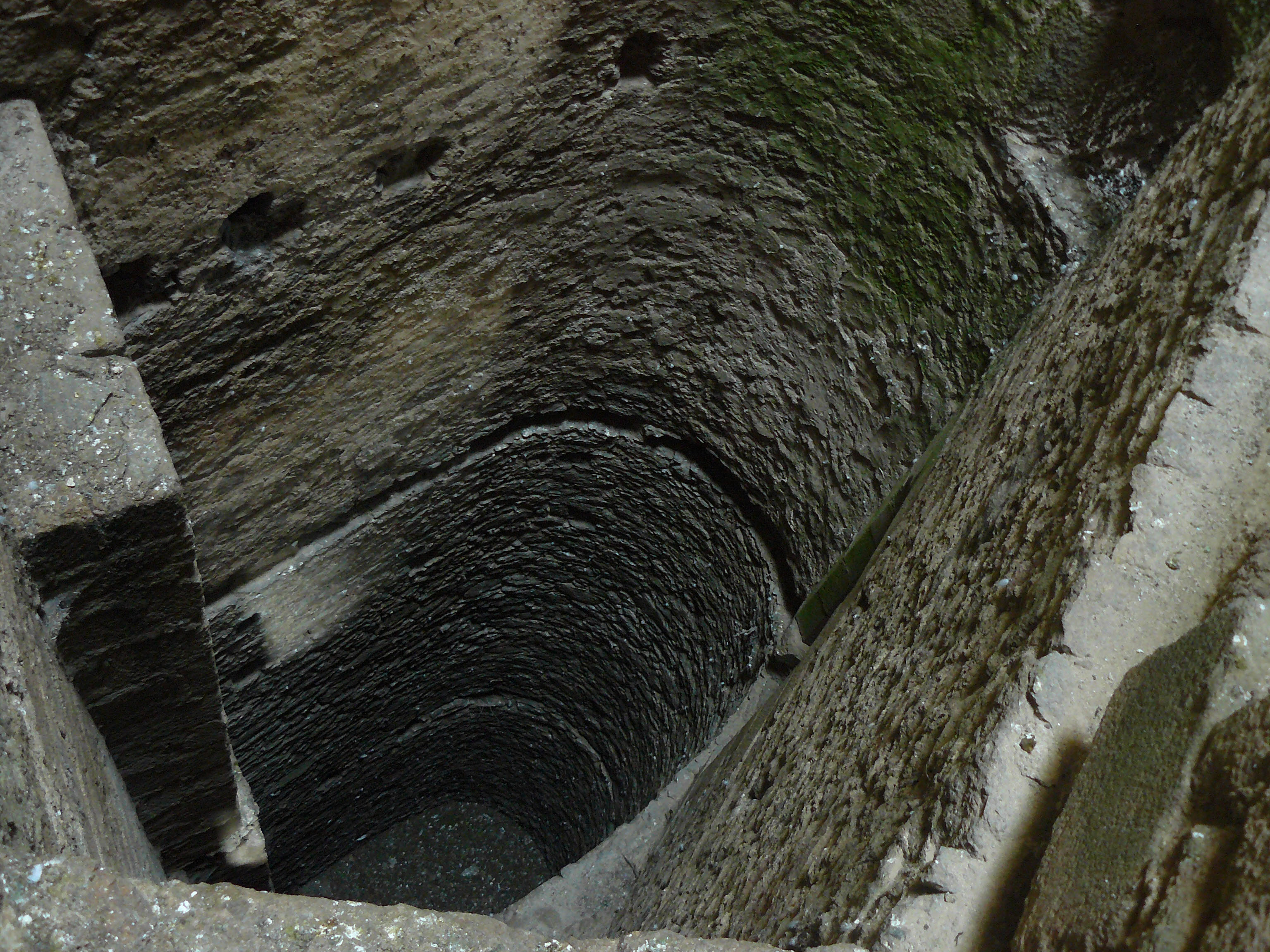
Intérieur de la petite tour jumelle du donjon.
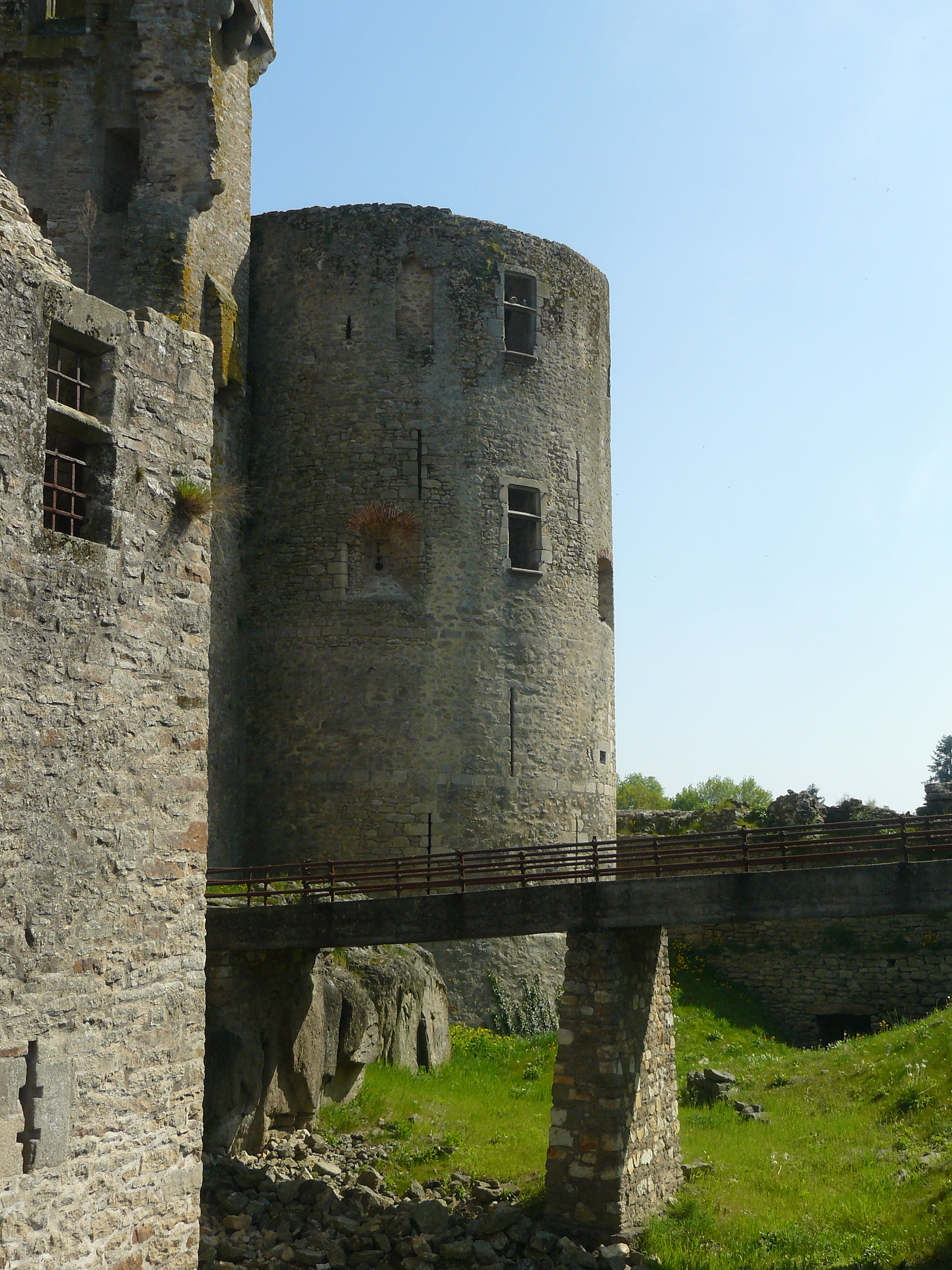
Tour Saint-Louis.

#### Tours rectangulaires

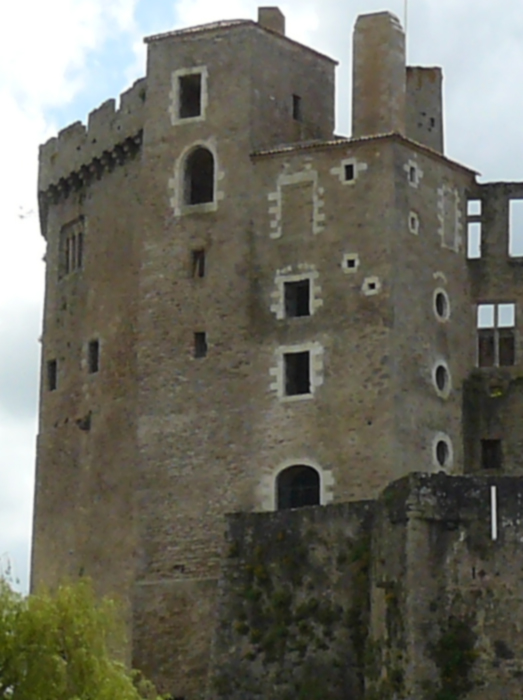
Les deux tours rectangulaires.

Deux tours de forme rectangulaire gardent la face est du château. La première tour date probablement du début du XIVe siècle ; elle est accolée à la face extérieure du logis est et est contiguë aux cuisines, accessibles, notamment, par une porte biaise. Cette tour est construite dans l’optique de défendre la face est des remparts qui n’avaient jusqu’alors aucune tour de défense. Elle permet aussi de communiquer avec le moulin situé devant.
La seconde tour, accolée à la face nord de la première, est aussi rectangulaire mais date du XVIIe siècle. Une partie de la tour est en tuffeau, notamment les voûtes, moulures et œils-de-bœuf ; elle compte un rez-de-chaussée surmonté de trois étages.
Lemot entreprend, en 1809, la réfection de la toiture des deux tours ainsi que la restauration de plusieurs ouvertures, dont la porte donnant sur l'esplanade nord.

### Portes du château
La porte d'entrée principale, située face au nord dans l'extension voulue par le duc François II, présente des caractéristiques gothiques. Elle est couronnée par des créneaux agrémentés de mâchicoulis. À l'origine, un pont-levis à flèche garantissait l'accès à la porte, d'où la présence de deux longues glissières au-dessus de celle-ci. Entre les glissières se trouve aujourd'hui une niche carrée vide qui accueillait, en son temps, les armes de la Bretagne puis celles de la famille d'Avaugour, héritiers bâtards de François II.
La porte sud donne sur le fossé sud du château ; elle s'ouvre sur une courtine terrassée. À l'origine, la porte sud est pourvue d'un pont-levis à bras, la façade étant percée de deux saignées verticales.

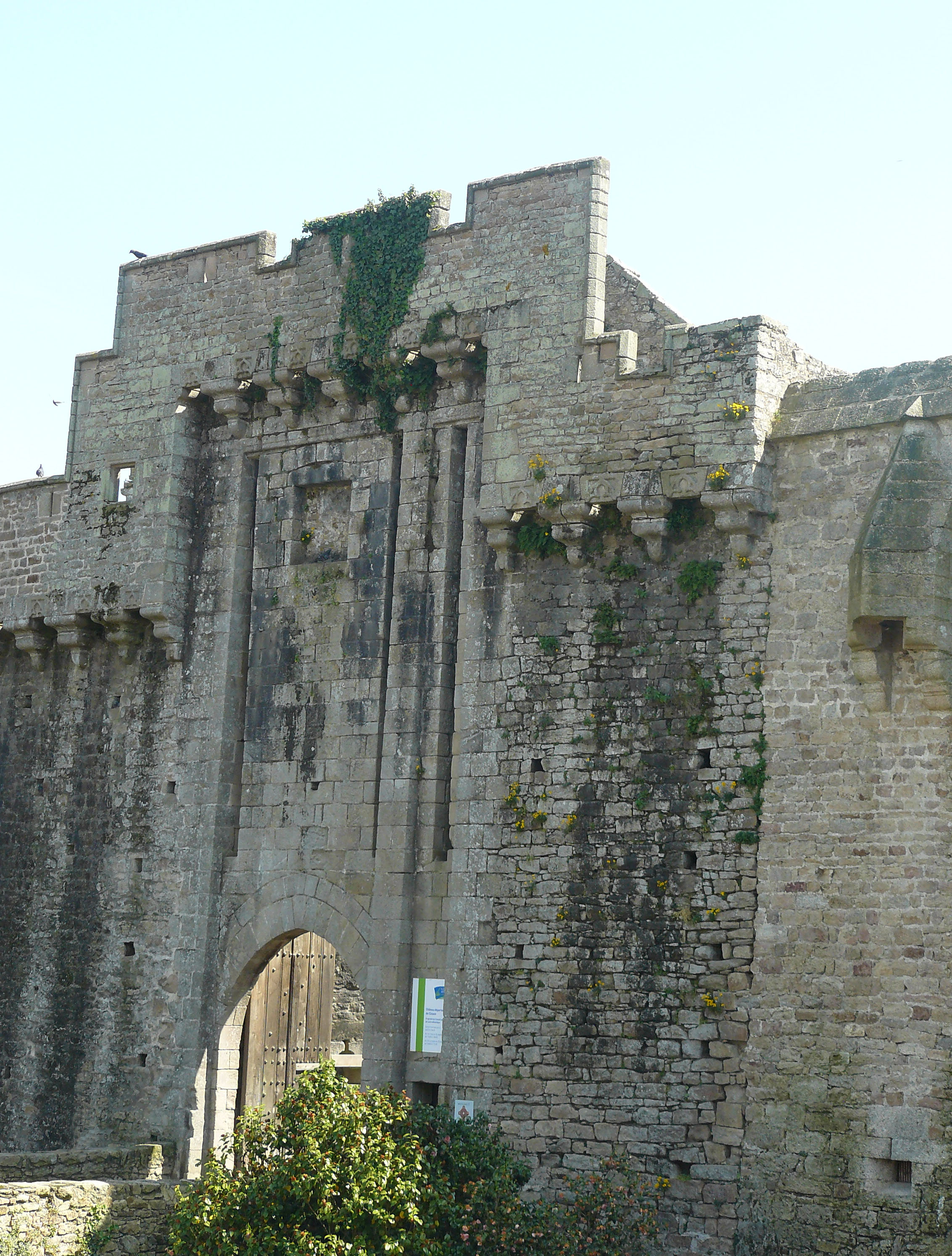
Entrée nord.
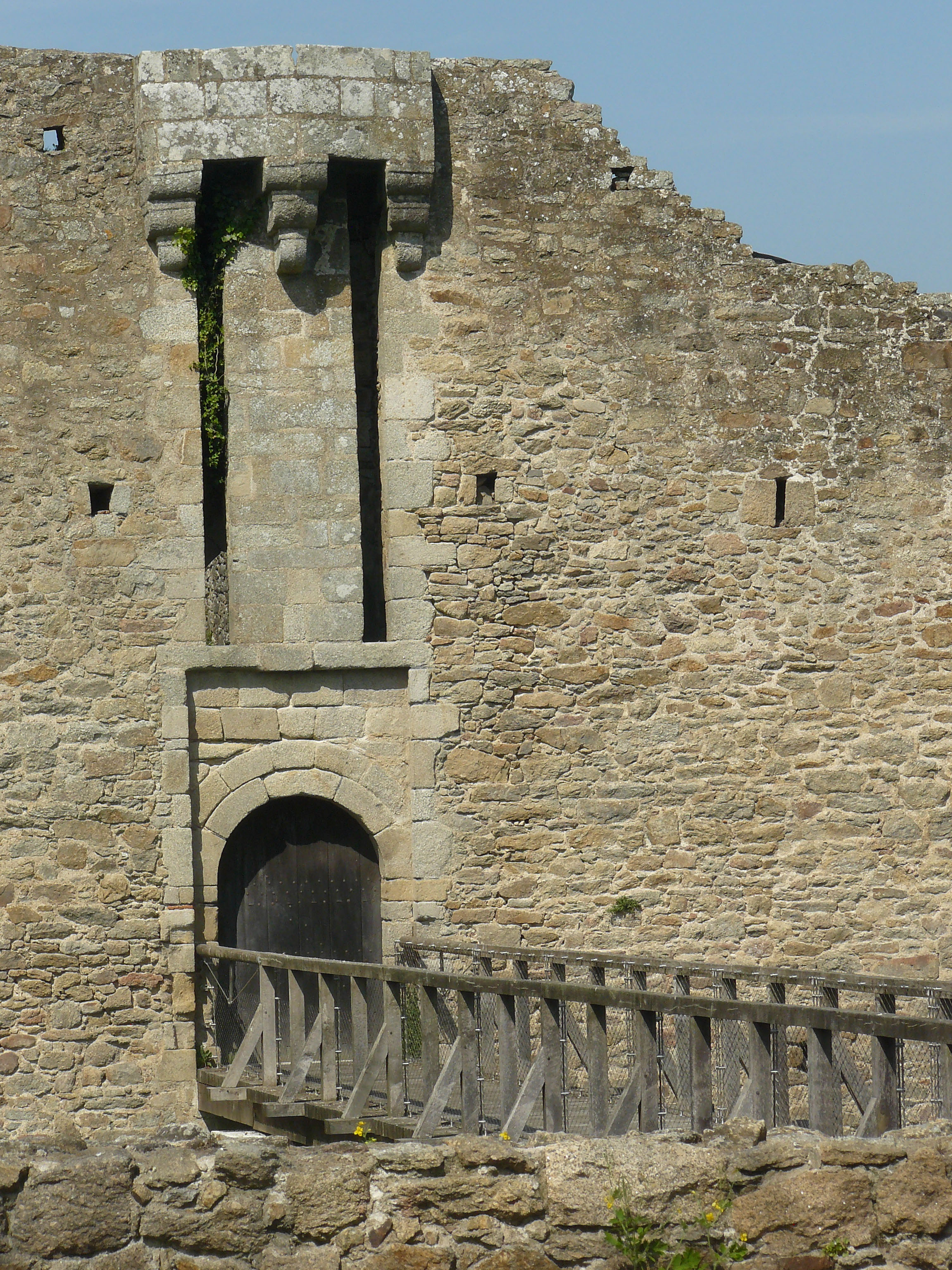
Entrée sud.
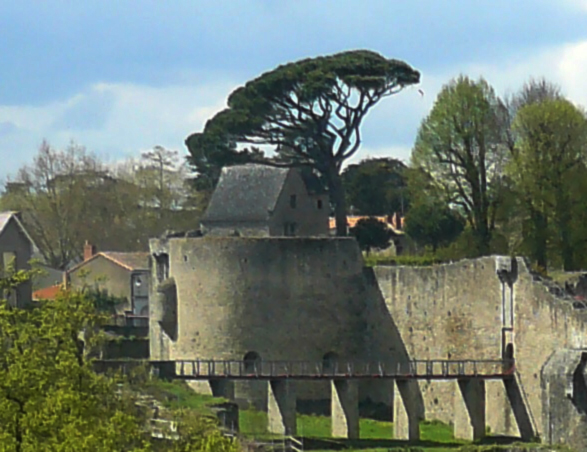
Porte sud vue d'un bastion.

### Éléments défensifs au nord

#### Barbacanes
Le château comprend deux barbacanes dont la première date du XIIIe siècle ; la seconde, du XVe siècle, est issue des travaux de fortification engagés par François II.
La barbacane primitive est constituée, à l'origine, de deux tours, l'une donnant sur le nord et l'autre flanquant l'entrée. Un petit bâtiment muni d'un escalier marque l'autre côté de cette entrée. Au cours du XIVe siècle, les seigneurs de Clisson construisent un autre bâtiment de forme carrée, à côté de l'escalier, pour renforcer le flanc droit de l'entrée.
Le besoin d'un nouvel ouvrage avancé pour protéger le noyau castral se fait ressentir. C'est dans cette optique que ce bâtiment est construit en 1456. Cette nouvelle barbacane est séparée de l'ancienne par le fossé de l'ancien château. Une arche de pierre suivie d'un pont-levis sont édifiés pour accéder à la barbacane primitive depuis ce bastion. L'ouvrage est plutôt bas et des embrasures permettent d'y glisser les fûts des canons. Dépourvu de toit, il dispose, dans sa partie supérieure, d'un chemin de ronde protégé par un parapet percé de meurtrières. Le bastion porte le nom de « bastion des Ormes », car deux ormes ont poussé dans son enceinte.
En 1480, François II décide de la construction d'une nouvelle enceinte qui englobe cette deuxième barbacane.

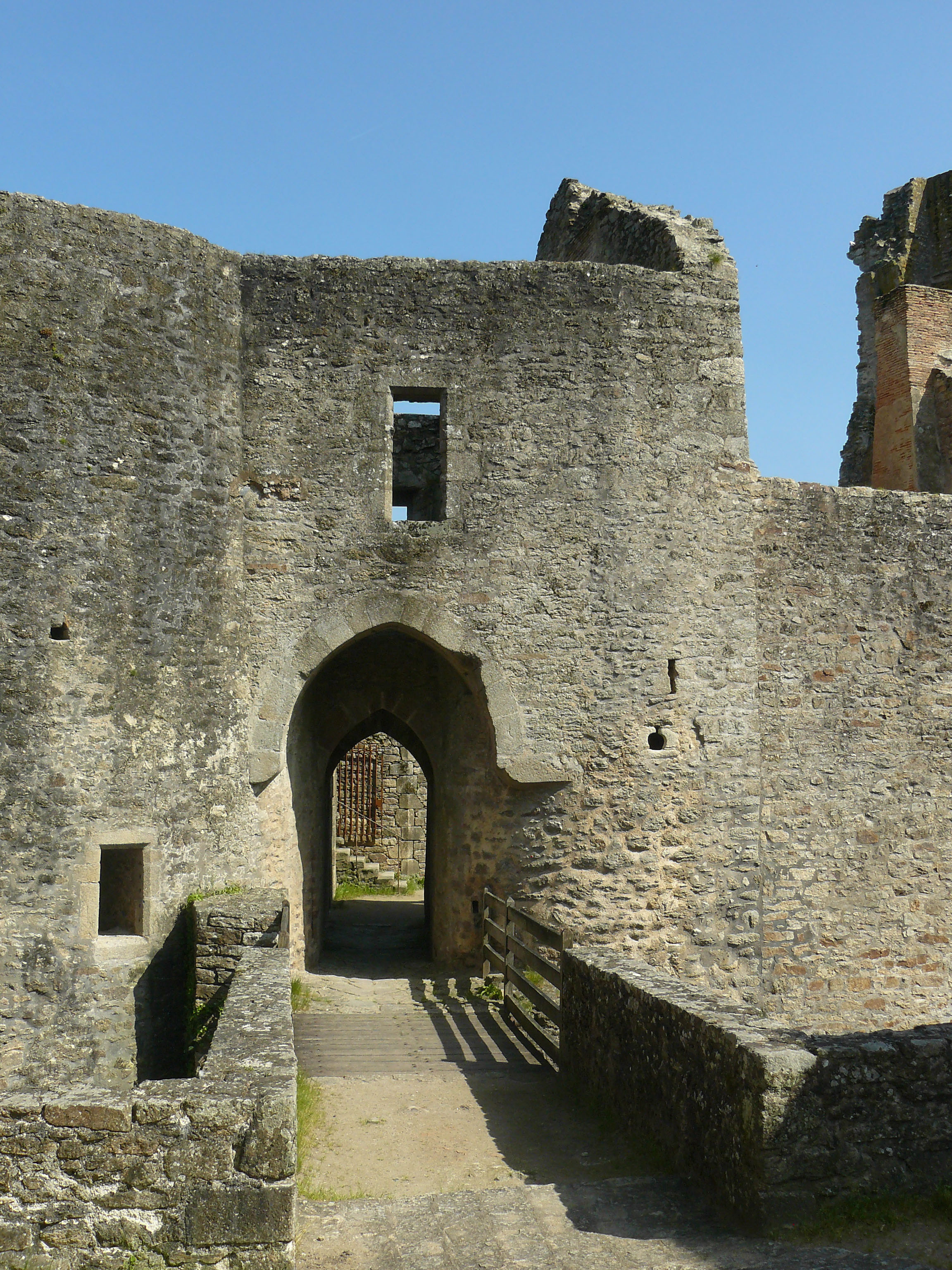
Barbacane primitive.
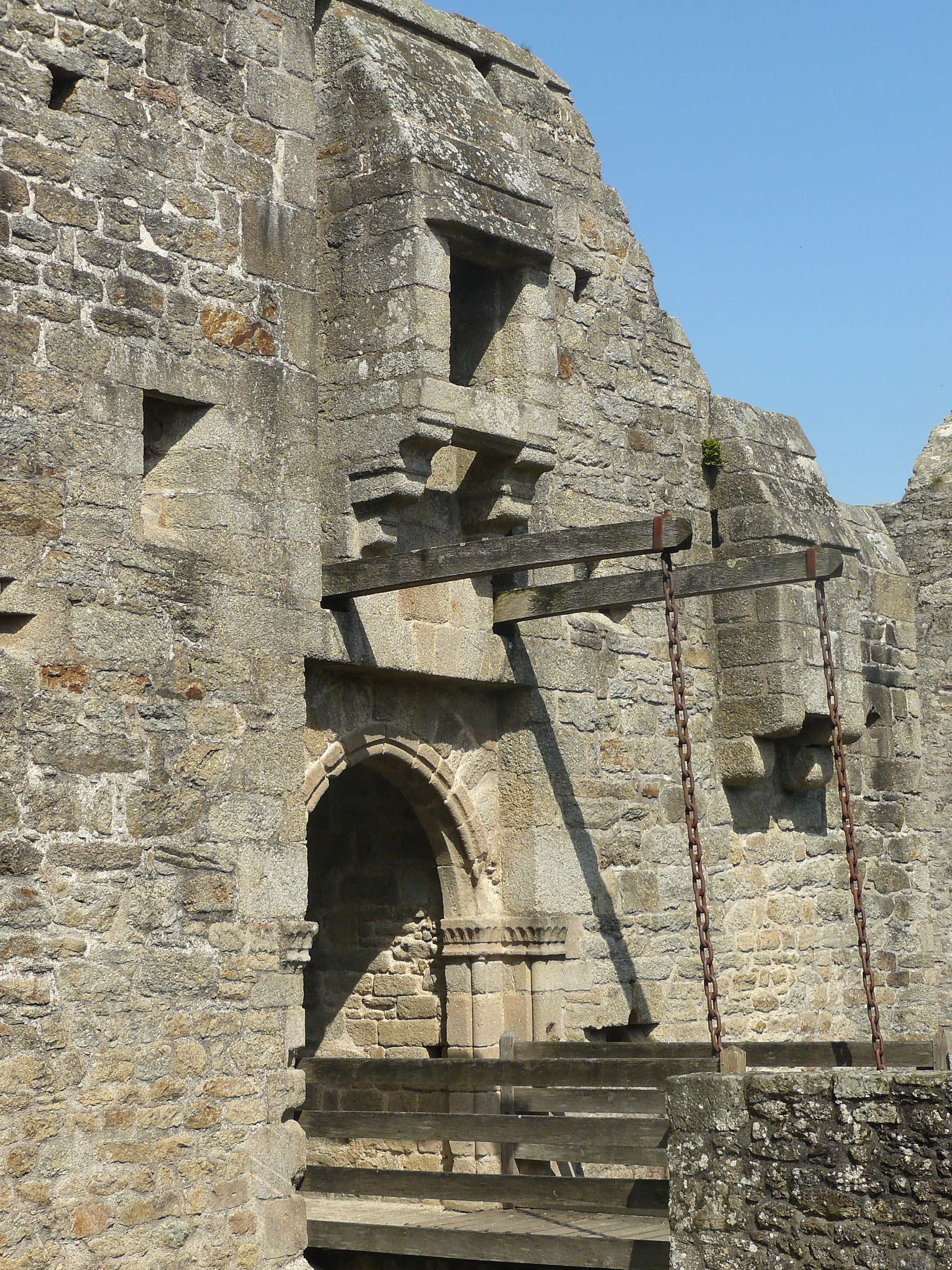
La barbacane dite « bastion des Ormes ».

#### Bastion nord

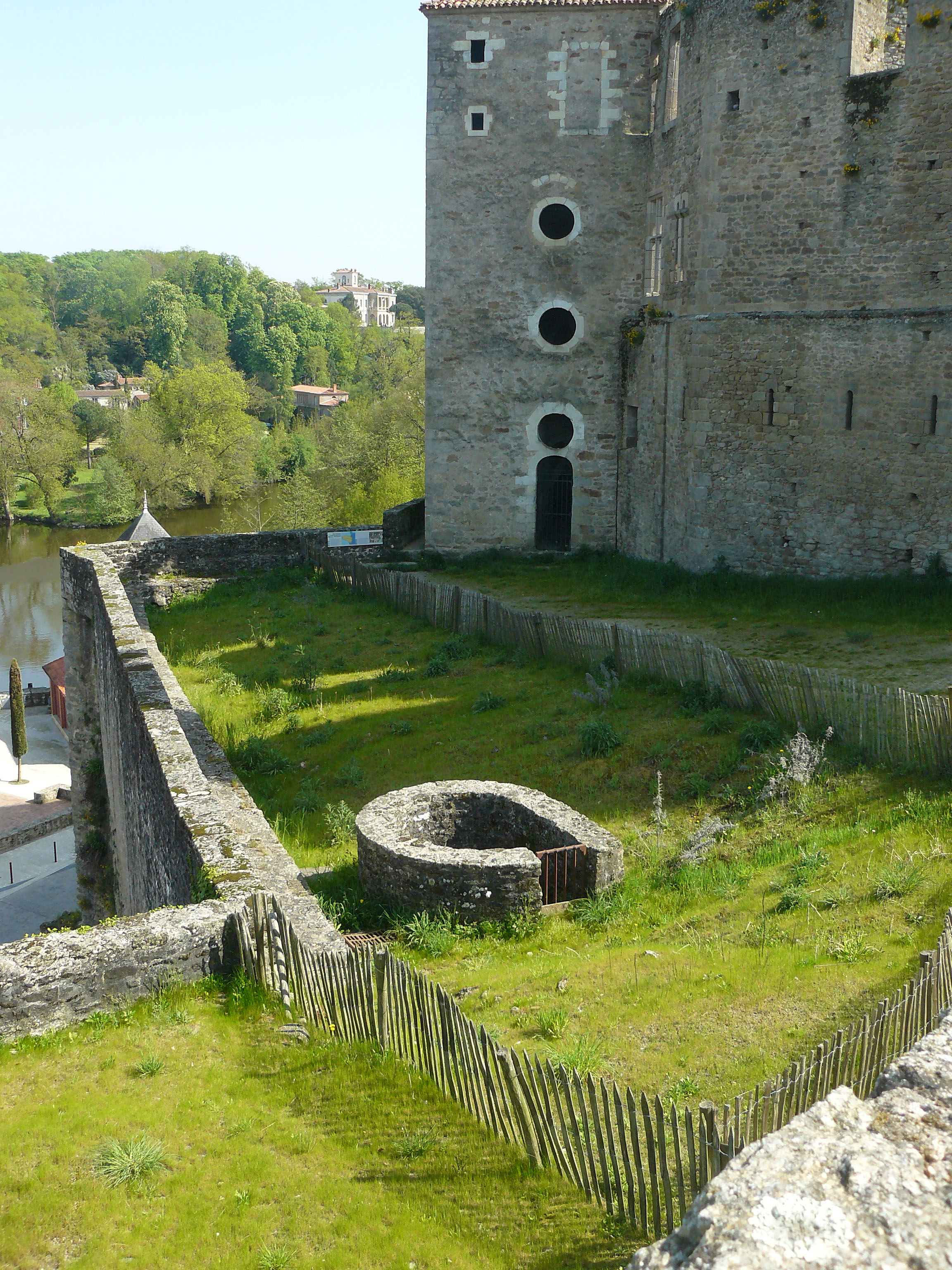
Bastion nord.

Le bastion nord-est une esplanade construite sous François II. Lors des restaurations entreprises par Lemot au XIXe siècle, celui-ci veut transformer l'endroit en jardin paysager à l'italienne. Pour cela, il y fait réparer les brèches du mur dominant la Sèvre. Des piliers de briques similaires à ceux présents à la Garenne Lemot sont élevés sur le mur d'appui extérieur pour accueillir de la vigne suspendue. L'esplanade a aussi probablement servi de pépinière.
À la fin du XVIe siècle, une petite tour bastion de forme polygonale est construite sur ce bastion, entre l'ancienne barbacane et le châtelet. En termes d'architecture militaire, cet édifice est dénommé « cavalier ». Du fait de sa situation surélevée, ce bastion permet alors aux canons d'avoir une meilleure portée sur la rive opposée.

### Tours et bastions défensifs à l'ouest

#### Tours ouest
Les deux tours rondes flanquant le rempart ouest sont construites au XVe siècle dans le cadre de l'extension et la défense du château. Ces tours, dont les murs ont une épaisseur moyenne de six mètres, témoignent de l'évolution des systèmes de défense face au perfectionnement de l'artillerie.
La tour de l'angle sud-ouest est dépourvue de mâchicoulis et le chemin de ronde est protégé par un parapet à talus. Seules cinq embrasures jalonnent cet élément défensif dont quatre sont destinées à accueillir des canons. La tour est surmontée d'un logis de style gothique, transformé au XVIIIe siècle en « Prison des hommes ».
La tour à l'angle nord-ouest de la nouvelle enceinte est coiffée d'une série de créneaux et mâchicoulis de même style que ceux surmontant l'entrée nord. Cette tour est aussi surmontée d'un logis de style gothique, transformé au XVIIIe siècle en « Prison des femmes ».

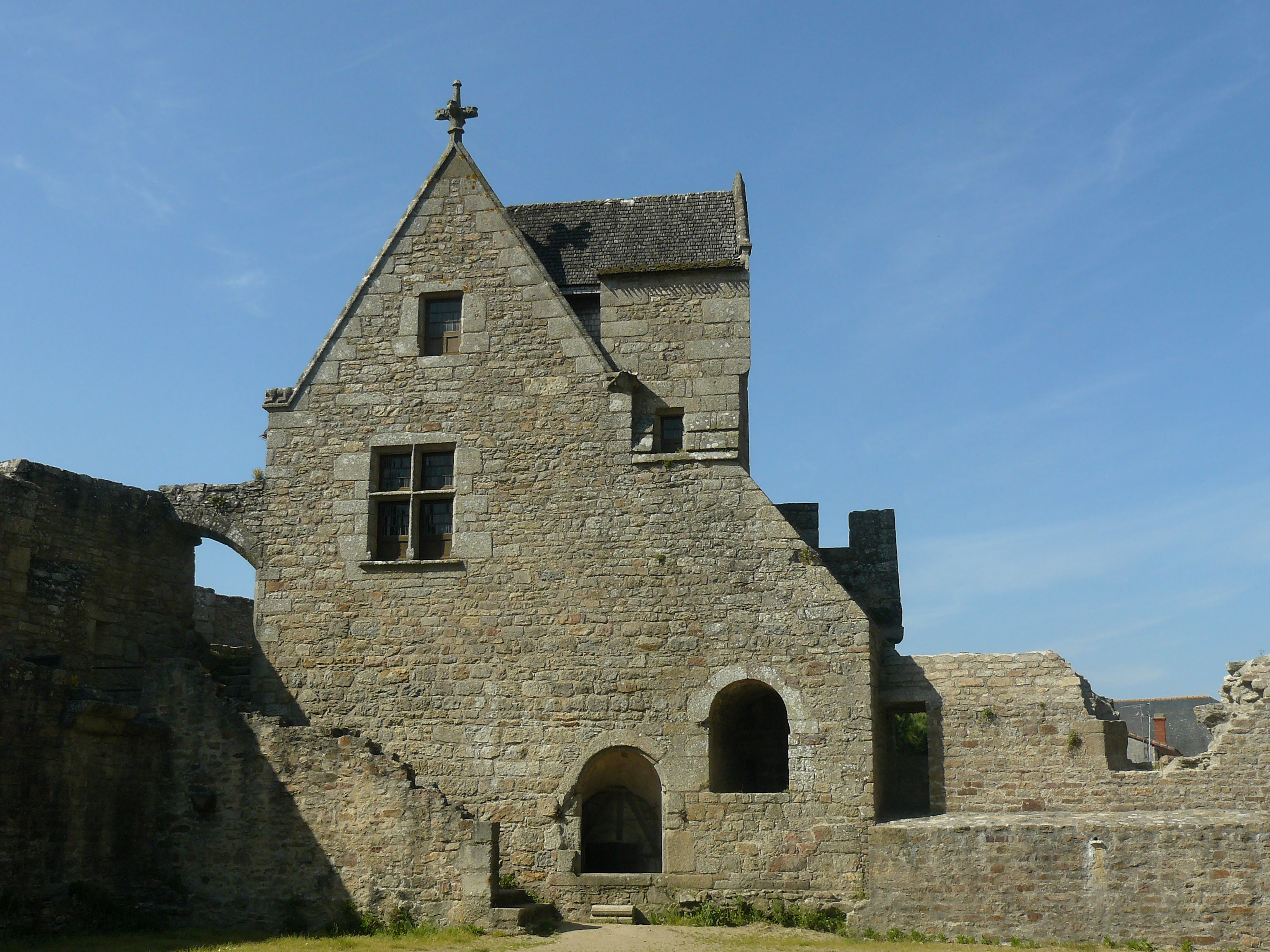
Tour nord-ouest.
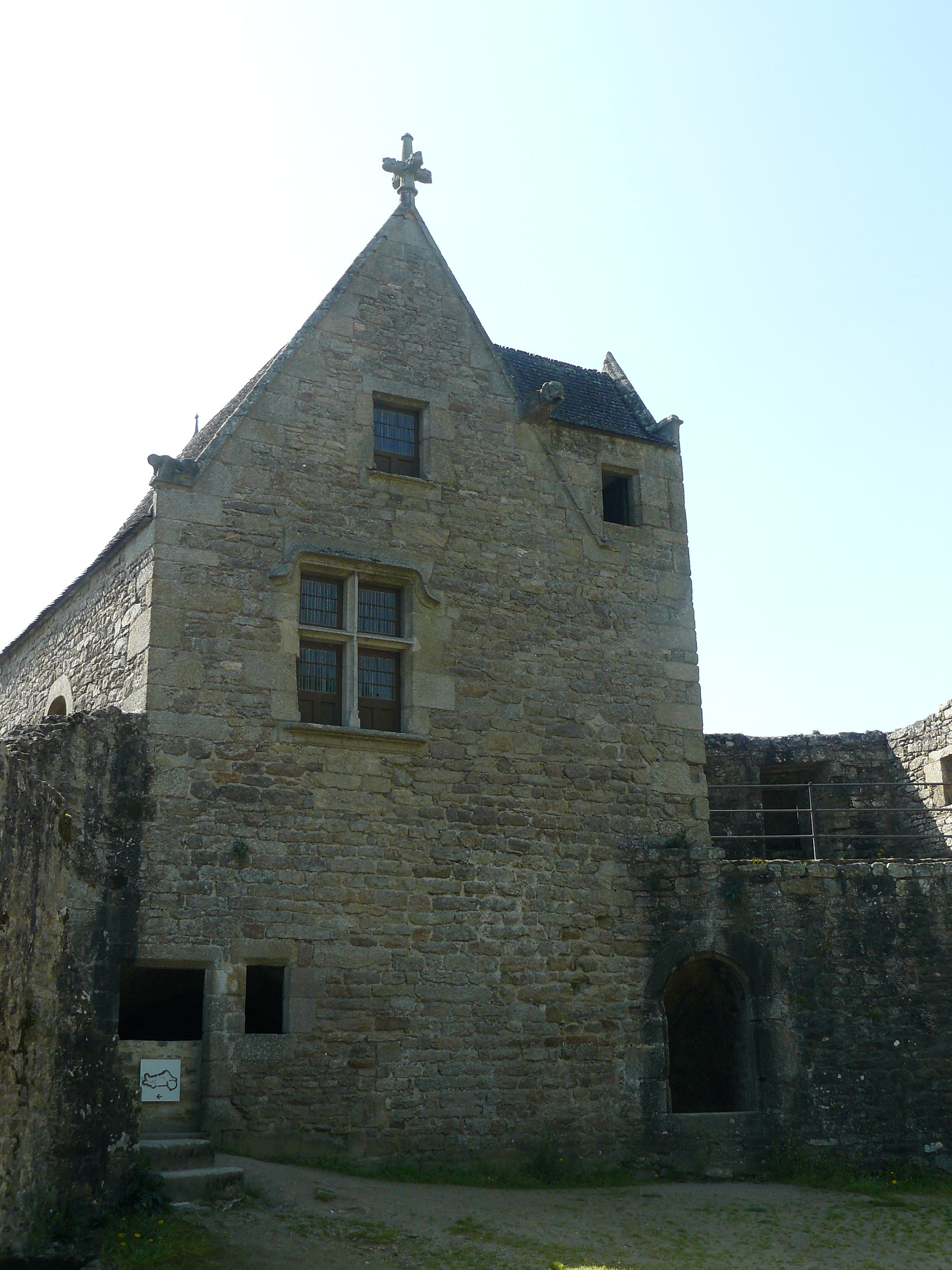
Tour sud-ouest.

#### Tour demi-ovale, bastion sud-ouest

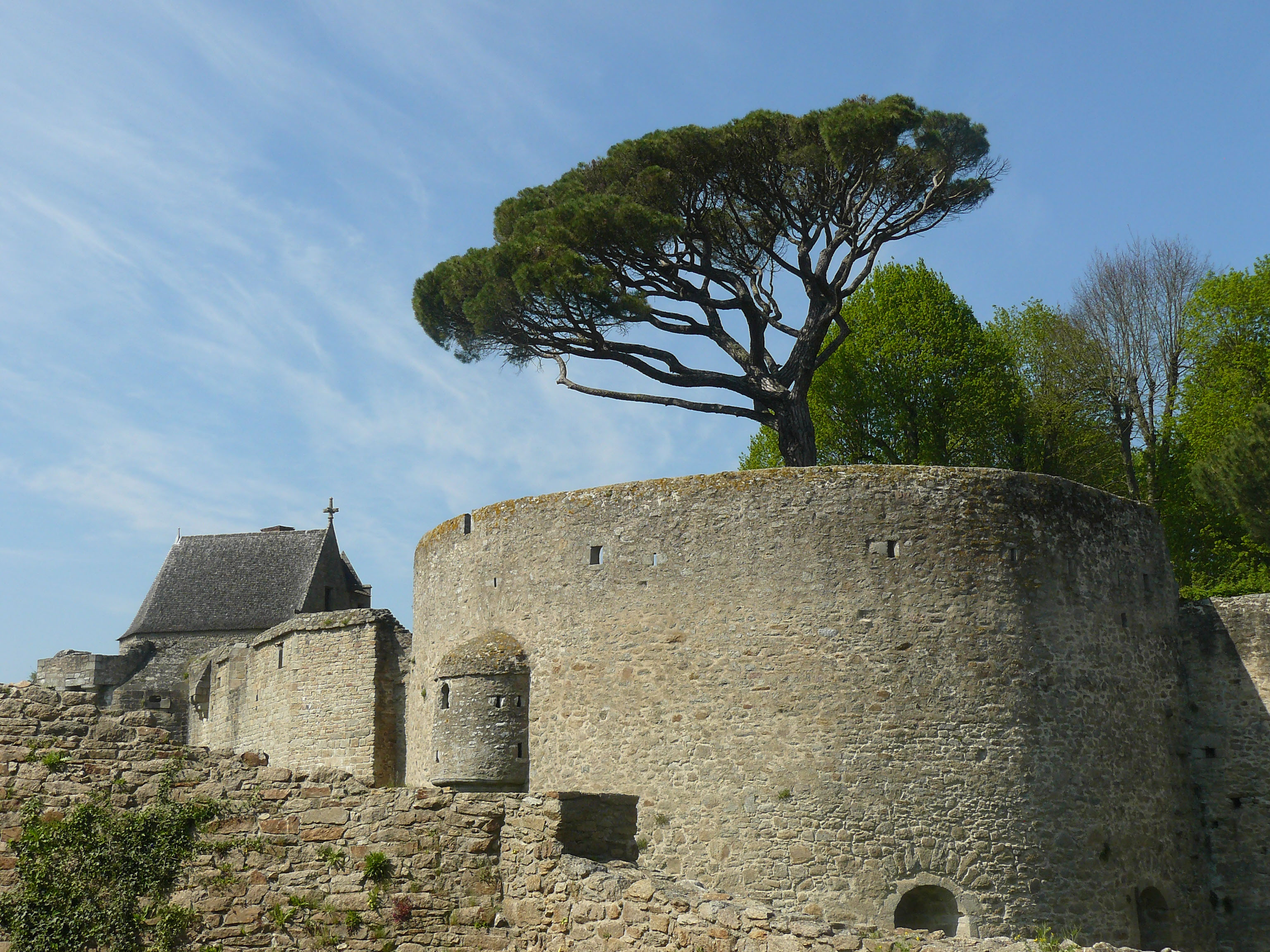
Tour demi-ovale sud-ouest.

La tour demi-ovale se trouve contre la courtine sud, entre la porte sud et la tour sud-ouest. Cette construction en granit date du milieu du XVIe siècle et a pour but de renforcer les défenses sud du château. Fruit de l'évolution des ouvrages de défense, la tour est dépourvue de créneaux et mâchicoulis. Seules de petites meurtrières et embrasures pour pièces d'artillerie sont percées.

## Pour approfondir

#### Ouvrages utilisés pour la rédaction de l'article
- Claude Allemand-Cosneau et al., Clisson ou le retour d'Italie, Paris, Imprimerie nationale, coll. « Cahiers de l'Inventaire » (no 21), 1990, 301 p. (ISBN 978-2-11-081071-7, LCCN 91160057), chap. 7 (« La Garenne-Lemot, à l'image d'un paysage historique composé ; le parc et les fabriques du domaine ; le château »).
- Paul de Berthou, Clisson et ses monuments : étude historique et archéologique, Nantes, Éd. Boutin et Cosso, 1990, 2e éd. (1re éd. 1900), 223 p.
- Jean-Jacques Couapel et Anne Duflos, Voyage italien à Clisson et dans ses environs. Loire-Atlantique, Nantes, Inventaire général - Association pour le développement de l'Inventaire général des Pays de la Loire, coll. « Images du Patrimoine », 1996, 48 p. (ISBN 978-2-906344-53-2, LCCN 97150192).
- Yann Doucet, Histoire de la vallée de Clisson, Maulévrier, Hérault Éditions, 1992, 292 p. (ISBN 978-2-7407-0040-2, LCCN 94174398).
- Jean-Luc Flohic (dir.), Le Patrimoine des communes de la Loire-Atlantique, t. 1, Charenton-le-Pont, Flohic, 1999, 1383 p. (ISBN 978-2-84234-040-7, LCCN 00357670).
- Jocelyn Martineau, « Le château de Clisson », Bulletin Monumental, Paris, Société française d'archéologie - Édition A. et J. Picard, no 172-II,‎ juin 2014, p. 98-126 (ISSN 0007-473X).
- Philippe Richard, Olivier de Clisson, connétable de France, grand seigneur breton, Haute-Goulaine, Éditions Opéra, 2007, 96 p., poche (ISBN 978-2-35370-030-1).

#### Ouvrage ancien
- François-Frédéric Lemot, Notice historique sur la ville et le château de Clisson, Paris, Imprimerie de Hocquet et compagnie, 1812, 110 p. (lire en ligne).